# Nelson Mandela
Nelson Rolihlahla Mandela (Mvezo, 18 de julho de 1918 – Joanesburgo, 5 de dezembro de 2013) foi um advogado, líder rebelde e presidente da África do Sul de 1994 a 1999, considerado como o mais importante líder da África Subsaariana, vencedor do Prêmio Nobel da Paz de 1993, e pai da moderna nação sul-africana, onde é normalmente referido como Madiba (nome do seu clã) ou "Tata" ("Pai").
Nascido numa família de nobreza tribal, numa pequena aldeia do interior onde possivelmente viria a ocupar cargo de chefia, recusou esse destino aos 23 anos ao seguir para a capital, Joanesburgo, e iniciar sua atuação política. Passando do interior rural para uma vida rebelde na faculdade, transformou-se em um jovem advogado na capital e líder da resistência não violenta da juventude, acabando como réu em um infame julgamento por traição. Foragido, tornou-se depois o prisioneiro mais famoso do mundo e, finalmente, o político mais galardoado em vida, responsável pela refundação do seu país como uma sociedade multiétnica.
Mandela passou 27 anos na prisão — inicialmente em Robben Island e, mais tarde, nas prisões de Pollsmoor e Victor Verster. Depois de uma campanha internacional, foi libertado em 1990, quando recrudescia a guerra civil em seu país. Em dezembro de 2013, foi revelado pelo The New York Times que a CIA americana foi a força decisiva para a prisão de Mandela em 1962, quando agentes americanos foram empregados para auxiliar as forças de segurança da África do Sul a localizá-lo. Até 2009, ele havia dedicado 67 anos de sua vida à causa que defendeu como advogado de direitos humanos e pela qual se tornou prisioneiro de um regime de segregação racial, até ser eleito o primeiro presidente da África do Sul livre. Em sua homenagem, a Organização das Nações Unidas instituiu o Dia Internacional Nelson Mandela no dia de seu nascimento, 18 de julho, como forma de valorizar em todo o mundo a luta pela liberdade, pela justiça e pela democracia.
Mandela foi uma figura controversa durante grande parte da sua vida. Denunciado como um terrorista comunista por seus críticos, ele acabou sendo aclamado internacionalmente por seu ativismo e recebeu mais de 250 prêmios e condecorações, incluindo o Nobel da Paz em 1993, a Medalha Presidencial da Liberdade dos Estados Unidos e a Ordem de Lenin da União Soviética. Seus críticos apontam seus traços egocêntricos e o fato de seu governo ter sido amigo de ditadores simpáticos ao Congresso Nacional Africano (CNA). Foi o mais poderoso símbolo da luta contra o regime segregacionista do Apartheid, sistema racista oficializado em 1948, e modelo mundial de resistência. No dizer de Ali Abdessalam Treki, Presidente da Assembleia Geral das Nações Unidas, "um dos maiores líderes morais e políticos de nosso tempo". Recebeu a Medalha Benjamin Franklin por Serviço Público de Destaque de 2000.

## Contexto histórico

Membros fundadores do Congresso Nacional Africano (CNA), em delegação à Inglaterra contra a Lei de Terras (1914).

Ao longo do tempo, ocorreu a interiorização sul-africana dos bôeres (descendentes de colonizadores holandeses, franceses e alemães), entrando inevitavelmente em choque com os diversos grupos negros bantos, a quem chamavam de cafre (infiel, em árabe) — povos xhosa, zulus, tswanas, ngunis e sothos, que habitavam a região. A partir de 1795, chegaram os ingleses e passaram a dominar cada vez mais áreas, até que a descoberta de ouro e diamantes os levou ao inevitável choque com os bôeres, na disputa pelas riquezas minerais.
No começo do século XX, a África do Sul era uma colônia britânica, resultado do Tratado de Vereeniging, que pusera fim à Guerra dos Bôeres (1899-1902); nela eram reconhecidos o inglês e o holandês como idiomas oficiais (o africâner só seria reconhecido após 1925), a metrópole incentivara a imigração de chineses e indianos, marginalizando ainda mais a população negra. Em 1906, ocorreu a Rebelião de Bambata, na Província de Natal, com a morte de cerca de 4 mil zulus. Em 1910, foi aprovada a Lei de União, no qual a Colônia do Cabo, Natal, Transvaal e o Estado Livre de Orange compuseram, a então chamada, União Sul-Africana, na qual os africânderes gozavam relativa autonomia administrativa; os, então denominados, territórios de Basotolândia (atual Lesoto), Bechuanalândia (atual Botsuana), Suazilândia e Rodésia (atual Zimbábue) permaneceram sob domínio britânico.
Em 1912, foi fundado o Congresso Nacional Africano por nacionalistas negros, movimento formado principalmente por bantos, para fazer frente às novas leis segregacionistas; era, contudo, composto pela elite negra (profissionais liberais, religiosos e intelectuais), em bases cristãs e não revolucionárias.
As crianças negras recebiam uma educação eurocêntrica, nos moldes da cultura britânica. Mandela declarou sobre isso que aprendiam "a ser ingleses negros".
Em 1948, a situação política deu uma forte mudança e radicalização, com a ascensão ao poder do Partido Nacional, com o domínio dos africânderes no governo: é institucionalizada a segregação e a subjugação dos não europeus, no sistema que foi denominado de Apartheid; as pessoas eram separadas por sua raça, em um sistema jurídico que excedia as regras adotadas nos estados sulistas dos Estados Unidos, com as leis Jim Crow.
Em 1963, ano da prisão de Mandela, no Julgamento de Rivonia, a África do Sul possuía 17 milhões de habitantes, dos quais 20% eram brancos (3 250 000 pessoas), 68,3% negros (11 640 000 pessoas), sendo o restante da população formada por 1 650 000 mestiços e 520 000 asiáticos.

### Contexto étnico e geográfico

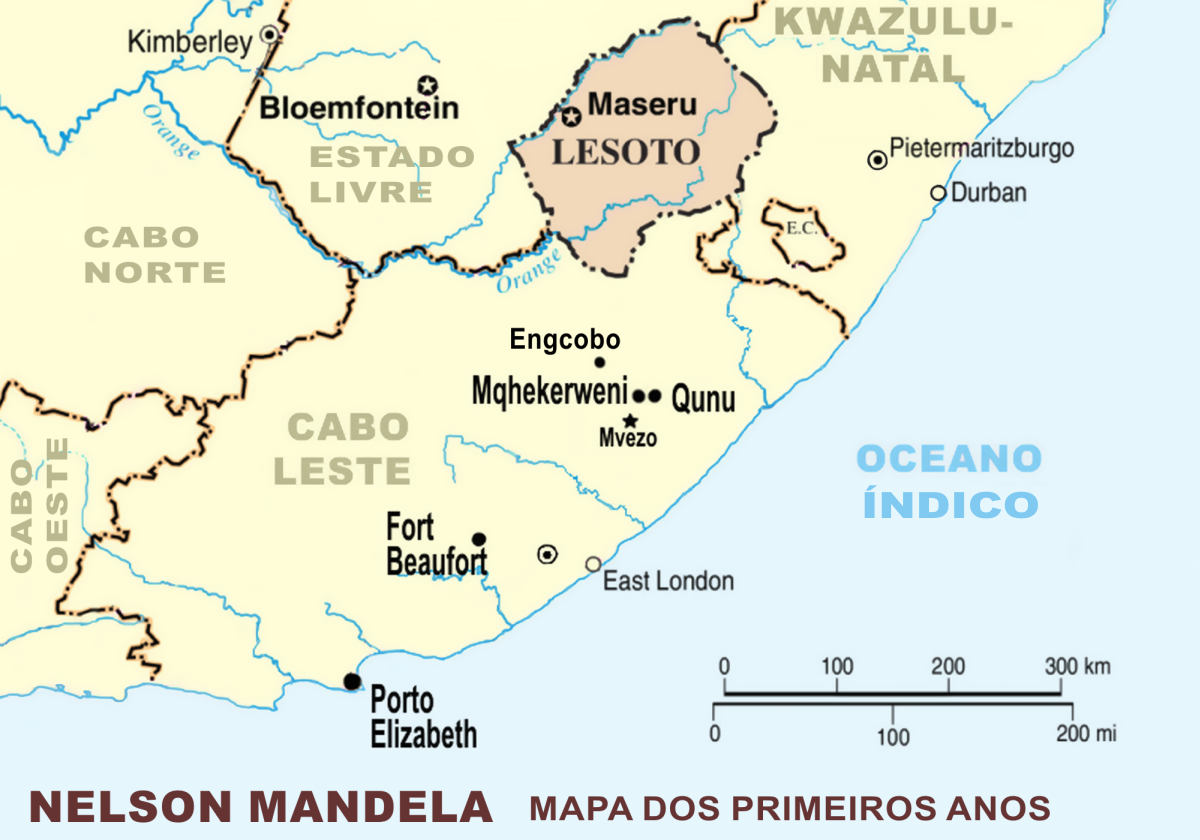
Mapa situando os primeiros anos de Mandela, em Cabo Leste.

A nação Xhosa situa-se no interior do Transkei, entre Cabo e Natal; no século XIX, foi denominada "reserva nativa", após as guerras entre os ingleses e os povos naturais do lugar; Mandela fazia parte do povo Thembu, e do clã dos Madiba.
Sobre sua aldeia natal escreveu, na autobiografia, que "era um lugar distante, um pequeno distrito afastado do mundo dos grandes eventos, onde a vida corria da mesma forma como há centenas de anos".
Na África do Sul, até sua libertação, em 1990, Mandela viveu em três das províncias em que se divide o país:
Nasceu Nelson Mandela na atual província sul-africana de Cabo Leste, numa vila chamada Mvezo, no Transkei. Passou parte da infância na vila de Qunu (a mesma onde construiu uma casa, depois de liberto). Viveu, a partir dos nove anos, na vila real de Mqhekezweni e depois em Engcobo e Fort Beaufort, onde concluiu os estudos secundários; mudou-se, finalmente, para Alice (Porto Elizabeth), onde ingressa na faculdade.
Mqhekezweni — "o Grande Lugar", a "capital" do reino de Jongintaba, na verdade nada mais era do que um povoado composto por uma dúzia de rondavels e uma grande horta.
Após a faculdade muda-se para Gauteng, onde mora nos subúrbios de Joanesburgo: Soweto e Alexandra. Em Kliptown assina a Carta da Liberdade; em Pretória fica preso e tem casa em Rivonia.
No KwaZulu-Natal participa da Conferência Africana em Pietermaritzburgo e é preso em Howick (1961-62).
Finalmente, na província de Cabo Oeste, passa a maior parte do tempo nas prisões da Ilha de Robben, na Cidade do Cabo e em Paarl.

### Contexto familiar

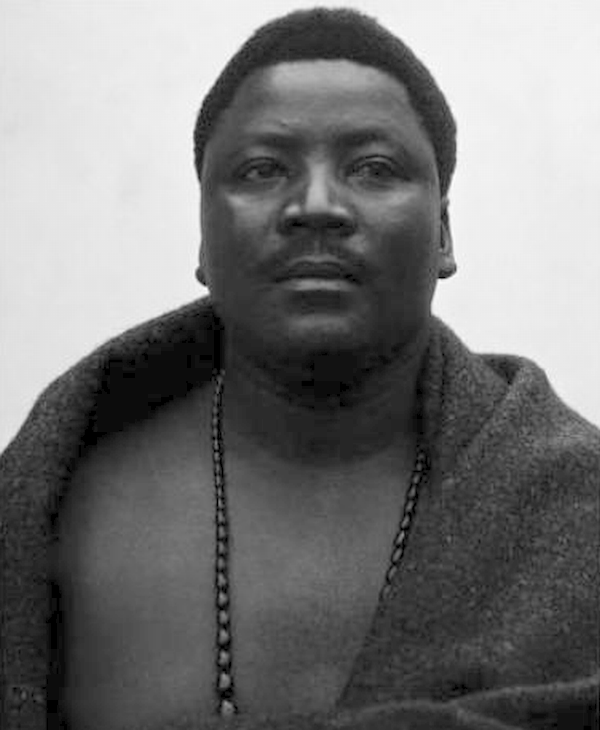
O rei Jongintaba, tio e tutor de Mandela

Mandela era um dos treze filhos de Nkosi Mphakanyiswa Gadla Mandela com Nosekeni Fanny, a terceira esposa de seu pai. Na sua casa moravam também muitos outros meninos, e dependentes da família. Seus pais eram analfabetos.
Muito influenciaram o jovem Mandela seu primo Alexander Mandela e sua sobrinha, que apesar disto era bem mais velha que ele, Phathiwe Rhanugu, que certamente foram os primeiros de seu clã a se tornarem professores.
Tão popular quanto o regente Jongintaba, seu tio, era o reverendo Matyolo, da Igreja Metodista — no plano espiritual sendo mesmo superior àquele, ambos exercendo fascínio pelo poder e respeito que tinham, não somente entre os próprios negros como também com aos brancos.
Somente mais tarde é que a figura dos chefes tribais foi mesmo questionada por Mandela, como agentes cooptados pelo governo branco. Também os missionários exerciam um papel na dominação, mas Mandela mais tarde registraria que "sempre considerei perigoso subestimar a influência dessas duas instituições sobre o povo, e, por essa razão, pedi repetidamente que tivessem cautela ao lidar com elas".
Seu pai certa feita foi acusado de deixar fugir um boi e, recebendo a citação da justiça dos brancos, recusou-se a comparecer porque somente reconhecia a justiça tribal. Era um chefe local e conselheiro do regente. Sobre ele Mandela se recorda que era "orgulhoso e rebelde, com um senso obstinado de justiça que também detecto em mim".
Mandela foi preparado pela família para ocupar um cargo de chefia tribal, deveria ter aceito um casamento arranjado, em que a noiva ser-lhe-ia indicada sem mesmo conhecê-la. Fugiu desse destino e, mais tarde, conjecturou que, se o tivesse aceito, "…hoje seria um chefe muito respeitado, sabe? Teria uma barriga bem grande, muitas vacas e carneiros".

## Infância e adolescência

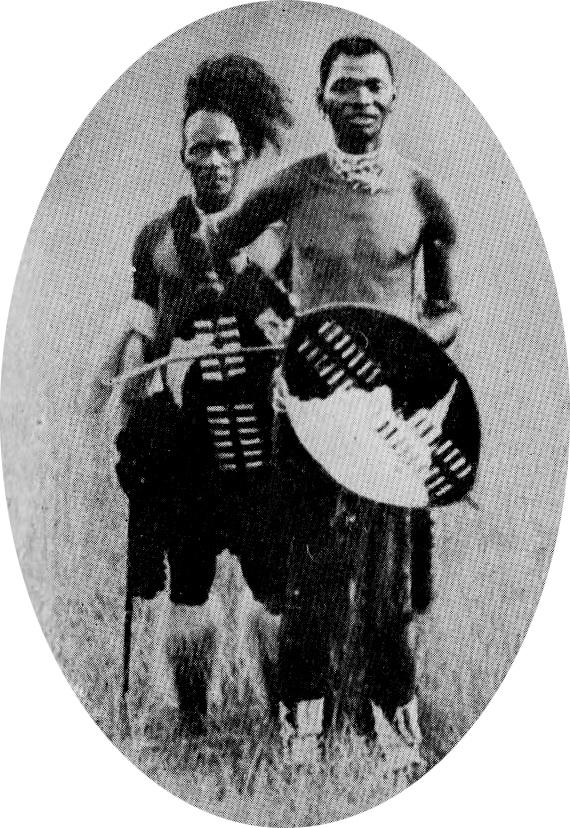
O rei Bambata, que chefiou uma rebelião em 1906 — um dos heróis que povoaram a infância de Mandela.

Recebe o nome de Rolihlahla Dalibhunga Mandela (em Xhosa: [xoˈliːɬaɬa manˈdeːla]); seu primeiro nome significa, em xhosa, algo como "agitador" — o que pode ser considerado profético — já que a expressão quer dizer, no idioma natal zulu: "aquele que ergue o galho de uma árvore".
A educação inicial que recebera era, sobretudo, oral e aprendia não de modo sistemático, mas perguntando aos mais velhos. Desta forma cresceu observando os costumes, os tabus, os rituais. Aos cinco anos de idade começou a seguir outros meninos nas lidas do campo, longe dos pais, cuidando do gado.
Naqueles tempos, após o jantar, era costume ter a mãe ou uma das tias a narrar velhas histórias, mitos, fábulas ancestrais. Ouvia então contarem de reis lendários e heróis, como Dingane, Bambata ou Makana.
Em 1925, passa a frequentar a escola primária existente na vila próxima de Qunu. É lá que recebe o nome "Nelson", em homenagem ao Almirante Horatio Nelson, dado por sua professora chamada Mdingane, atendendo ao costume de dar nomes ingleses a todas as crianças que frequentavam a escola; esta consistia num único cômodo, com teto de zinco e chão de terra.
Era seu melhor amigo o filho do regente, chamado Justice.
Aos nove anos de idade, seu pai morre (1927) e Mandela é enviado para a vila real de Mqhekezweni, aos cuidados do regente do povo Tembu, Jongintaba Dalindyebo. Ali frequenta a escola, vizinha à residência real.

### Ritual de circuncisão

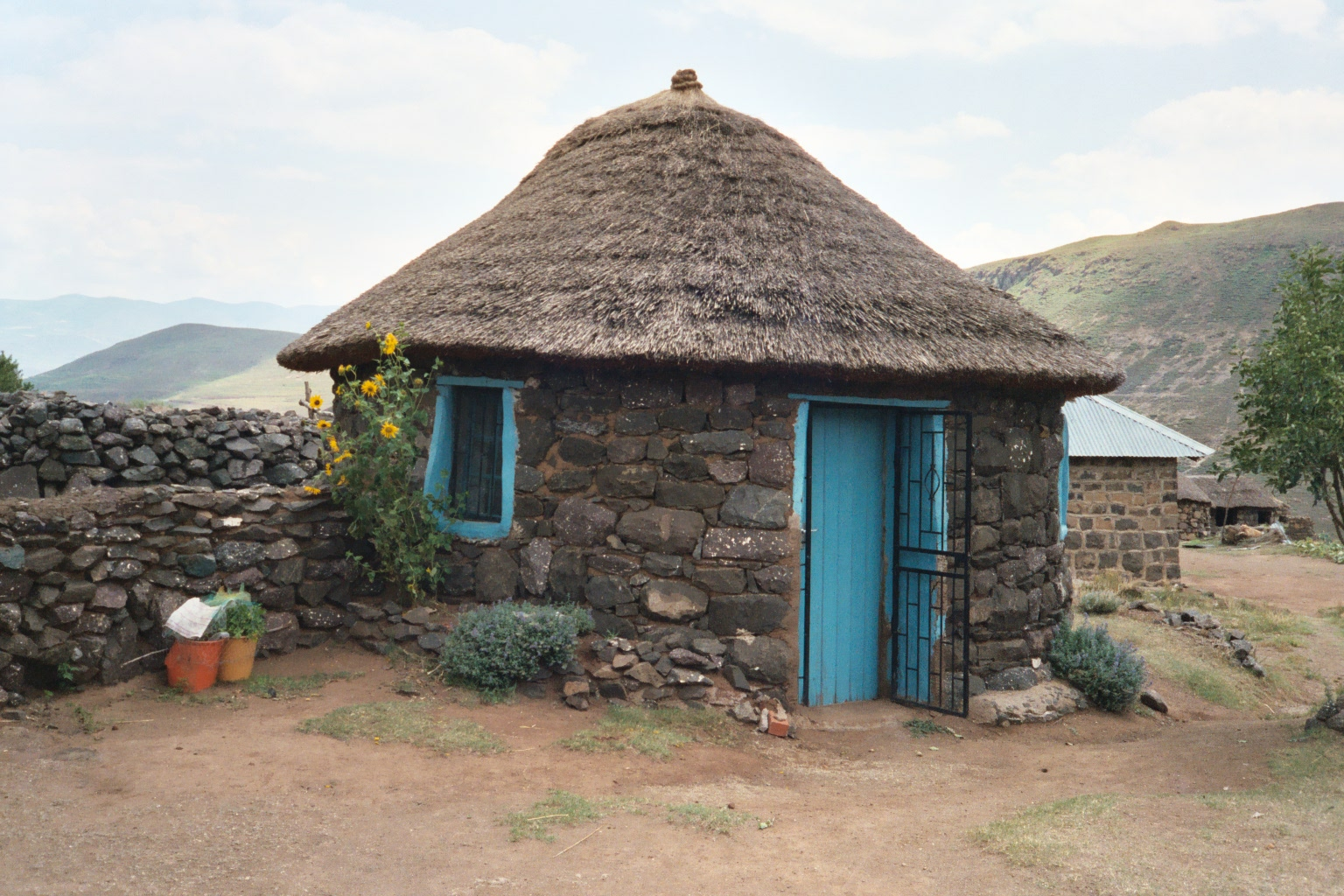
Um rondavel, habitação típica do povo de Mandela e comum no sul da África.

A circuncisão era um rito de passagem dos jovens Tembu, e contava com a presença do próprio regente Jongintaba. Mandela tinha dezesseis anos de idade quando o Regente decidiu que já era a hora de ele e Justice passarem pelo ritual.
Em janeiro de 1934, num isolado vale às margens do rio Mbashe, num grupo com outros 25 rapazes, membros da elite tribal, Mandela foi levado para a cerimônia pública de circuncisão, realizada pelo especialista neste rito, intitulado ingcibi, usando uma assegai — lança com ponta de ferro.
Nos dias antes do ritual, os jovens brincavam, conversavam entre si; na noite que antecedeu à cerimônia as mulheres das aldeias vizinhas apareceram para cantar e tocar, enquanto os jovens a ser iniciados dançavam.
Ao meio-dia da data aprazada, o ancião ingcibi surgiu finalmente com a assegai, para realizar o corte do prepúcio; uma vez feito o corte o jovem gritava "Ndiyindoda", que significa "eu sou um homem"; Mandela acreditava que não gritou a palavra com força suficiente, como os demais garotos, achando que não fora corajoso o suficiente.
Os jovens eram então depilados e tinham seus corpos pintados com tinta branca, feita com ocre, simbolizando pureza, e eram cobertos com mantas sobre os ombros; à meia-noite procediam ao sepultamento de seus prepúcios pois, de acordo com o costume, isto evitaria que feiticeiros usassem a carne para fins malignos. No plano sagrado, estavam enterrando ali sua juventude e, da mesma forma, quando terminava o isolamento, as cabanas eram queimadas para simbolizar a destruição de seus últimos laços com a infância.
Durante a cerimônia, o chefe Meligqili proferiu um discurso em que explicava que aquele ritual, que os daria a masculinidade, era na verdade um rito vazio, uma promessa ilusória, pois não iriam ter qualquer força, nenhum poder, nenhum controle sobre seus destinos, já que todos eram escravos no próprio país.
Mandela registrou no seu diário a impressão daquela experiência: "Em uma semana a ferida cicatrizou, mas sem anestesia a incisão era como se chumbo derretido estivesse correndo nas minhas veias".

### Término da formação elementar
Mandela sempre estudou em escolas wesleyanas:
- Escola preparatória Clarkebury Boarding Institute, um colégio exclusivo para alunos negros da elite, dirigido pelo reverendo branco Cecil Harris,[23] que lhe permite uma visão mais ampla do mundo, para além dos horizontes rurais em que vivia, e Mandela acredita que irá cumprir os desígnios do Regente em se tornar um conselheiro real.[14]

Essa era uma instituição antiga e altamente conceituada na Thembulândia, pertencente à mais antiga missão wesleyana do lugar. Para a ocasião o Regente mandou sacrificar uma ovelha, na véspera de sua ida ao colégio, e houve canto e dança para comemorar. No dia seguinte o Regente levou-o até o colégio onde advertiu-lhe a tratar com respeito ao diretor, que gozava de consideração junto aos chefes locais. Foi então apresentado ao diretor Harris, que declarou tomaria providências para que o jovem trabalhasse no jardim, já que o trabalho manual após as aulas era obrigatório; estendeu a mão a Mandela que, com certo temor, tocou na mão de um branco pela primeira vez em sua vida.
Mandela adaptou-se tão bem no colégio interno que concluiu em dois anos o curso de três.
- colégio Healdtown, um internato[24] em Fort Beaufort, distante cerca de 250 km do palácio real; ali amplia ainda mais seus horizontes, fica amigo de Zacarias Molete que, por ser um Sotho, lhe pareceu ousado ao se aventurar tão longe de sua tribo.[14]

Mandela venceu ali, em 1938, um concurso de composição Xhosa, e se emociona quando o poeta e cantor Krune Mqhayi que, vestido com um kaross de leopardo, empunhando zagaias nas mãos, recitou seu poema em que louvava o povo xhosa. Mandela graduou-se em Healdtown naquele ano.

## Experiência universitária e fuga para Joanesburgo

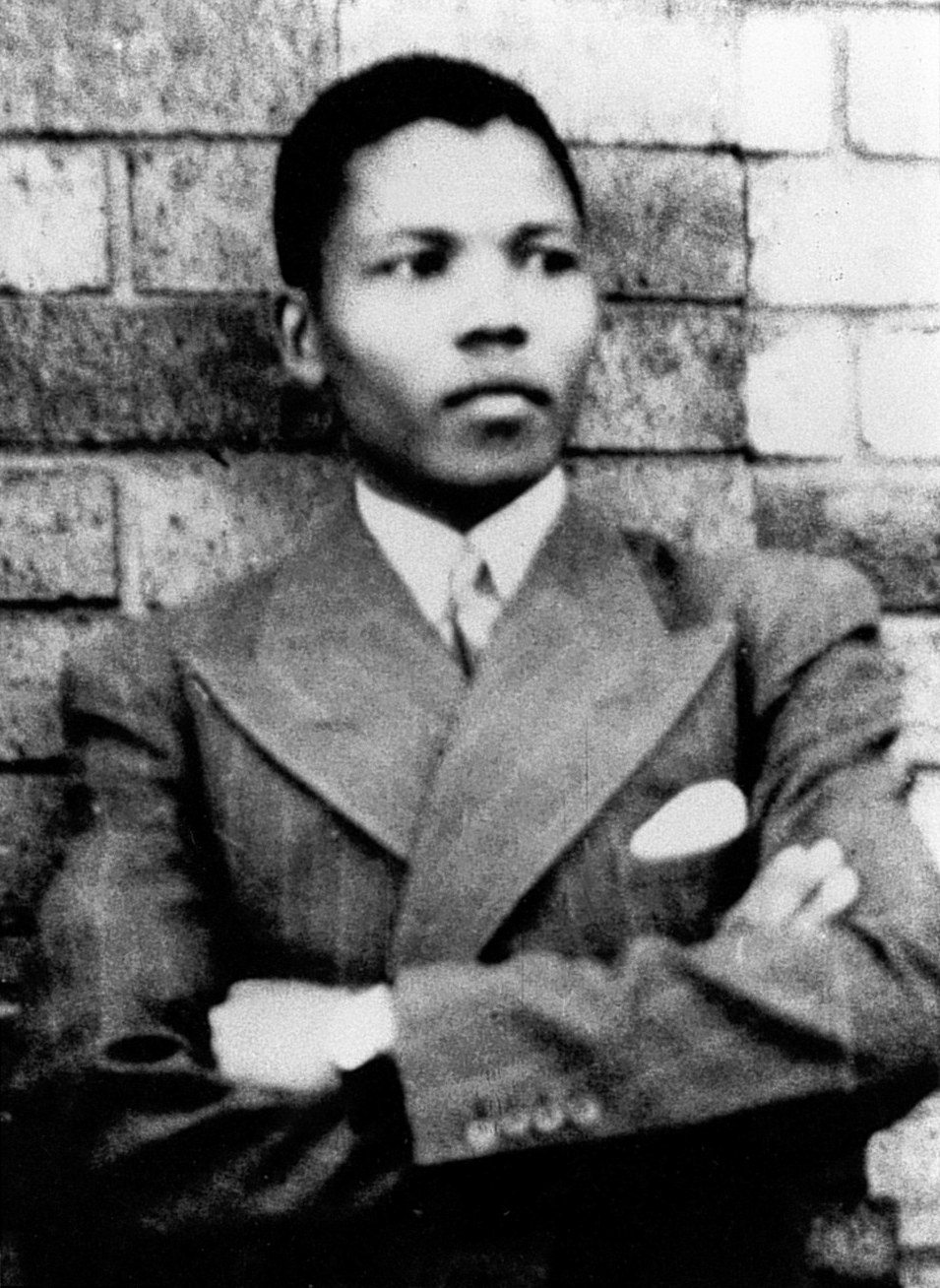
Mandela, em 1937

Fundada em 1916, Fort Hare foi a primeira universidade da África do Sul a ministrar cursos para negros. Lá os professores repetiam aos alunos: "Agora que vocês estão na 'Fort Hare', serão líderes de seu povo." E, realmente, muitos de seus alunos saíam de lá para um emprego, com renda garantida e alguma influência; apesar disto, não se ensinava como enfrentar o preconceito, a opressão racial.
Era uma instituição pequena e quando Mandela lá ingressou, em 1939, tinha somente 150 alunos. Era dirigida pelo escocês Alexander Kerr; apesar de preparar os futuros chefes tribais, acabou se tornando uma incubadora de líderes revolucionários. Para que pudesse frequentar a faculdade, o rei Jongintaba mandou-lhe fazer um terno, o primeiro que teve.
Ali fez muitos amigos com quem mais tarde formaria o núcleo de comando do Congresso Nacional Africano, a exemplo de Oliver Tambo. Foi, ainda, ali que travou contato com a cultura clássica ocidental; chegou a interpretar John Wilkes Booth, assassino de Abraham Lincoln, numa peça lá encenada. Certa vez descobriu que um de seus amigos não havia feito a circuncisão e chegou a reagir "até mesmo com repulsa"; só mais tarde foi que venceu o preconceito juvenil, a aceitar os outros como iguais e não julgá-los segundo seus próprios costumes.
No primeiro ano, estudou inglês, antropologia, política, administração nativa, e direito romano e holandês. Começou a praticar esportes, como a corrida e o boxe.
Quando estava no segundo ano, Mandela participou de uma manifestação contra a baixa qualidade da comida; assim, em protesto, boicotaram a eleição do conselho de estudantes. Apesar disto, alguns alunos votaram e Mandela acabou eleito; confrontado com tal escolha, Mandela consultou seu sobrinho K. D. Matanzima, mais velho que ele e já veterano na instituição; este o aconselhou a não assumir o cargo estudantil, embora o reitor Kerr houvesse-lhe dado duas únicas opções: assumir o cargo ou sair da faculdade. Mandela saiu, levando junto o primo Justice.
Retornando a Mqhekezweni o rei, quando informado do ocorrido, se enfurece. Jongintaba então concerta-lhes um casamento, segundo o costume; Mandela e Justice fogem então para Joanesburgo — não porque as esposas arranjadas fossem feias, mas justamente porque, imbuídos da cultura branca que o próprio rei lhes proporcionara, almejavam um casamento romântico, em que conhecessem primeiro as pretendentes. Tinha para vestir apenas um terno que, ao fim de cinco anos tinha mais remendos do que tecido original.

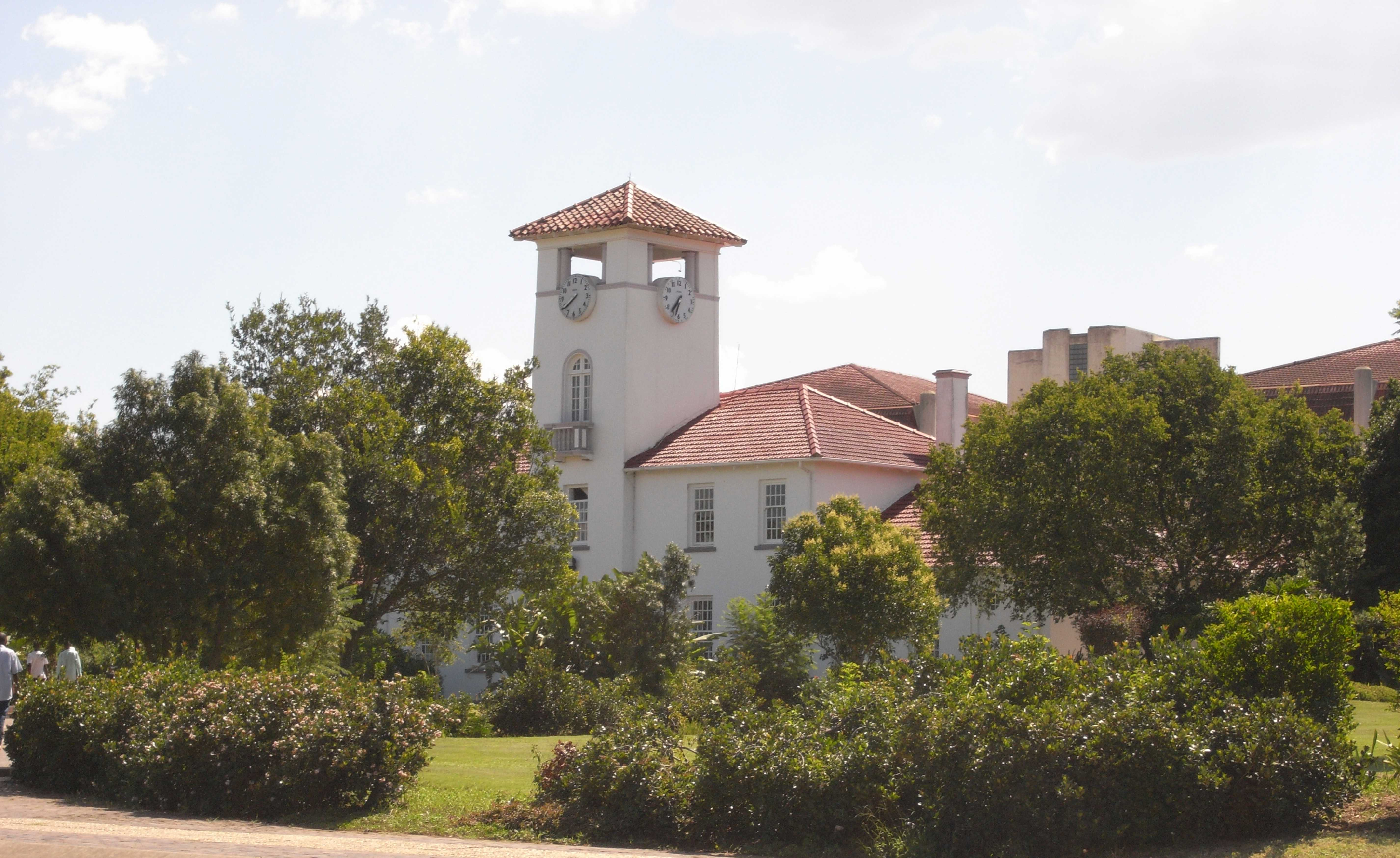
Edifício sede de Fort Hare

Na capital, passou os primeiros anos de modo errante; trabalhou como vigia numa mina, e foi despedido; era visto pelas famílias que o abrigavam como "imprestável", até que finalmente teve seu primeiro encontro com Walter Sisulu, em 1941, e que mudaria definitivamente sua vida. Sobre este encontro Sisulu diria, mais tarde: "Queríamos ser um movimento de massa, e então um dia um líder de massa entrou no meu escritório".
Até então, morava no subúrbio de Alexandra, verdadeira favela apesar de algumas boas construções, estudando à noite; passava muitas dificuldades, minimizadas pela amizade feita com Zacariah Molete, filho de um dono de mercearia, ligado à Igreja Metodista, e que lhe dava comida às vezes. Ali, contudo, adaptou-se à vida urbana e às mazelas da supremacia branca.
Em 1941, o chefe Jongintaba lhe faz uma visita, na qual não falam do passado e sim do futuro, num momento feliz de reencontro; o rei morreu no ano seguinte.
Sisulu consegue-lhe emprego de assistente na banca de advogados judeus Witkin, Sidelsky & Eidelman — únicos então que contratariam um negro para esse trabalho. Continua os estudos, no curso por correspondência de Bacharelado em Artes (BA) pela Universidade da África do Sul, em 1942, mesmo ano em que frequenta informalmente as reuniões do CNA. Bacharelando-se em 1943, ingressa no curso jurídico da Universidade de Witwatersrand, onde se gradua.
Mais tarde, junto a Oliver Tambo, inauguram o primeiro escritório advocatício negro do país. Nas lidas jurídicas descobre como a justiça pendia para os brancos, e as leis eram parcialmente aplicadas.
Foi apenas em Joanesburgo, quando já não era mais tratado como um garoto da nobreza tribal, e sim como mais um negro pobre do interior, que Mandela se conscientizou do abismo que separava brancos e negros no país. Foi este choque que lhe provocou a reação de lutar contra o racismo. E o fez ingressar no Congresso Nacional Africano.

## A Liga Jovem e primeiro casamento

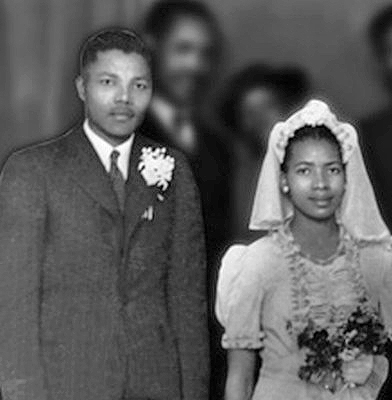
Mandela e Evelyn, em 1944 no casamento de Walter Sisulu e Albertina.

No ano de 1944, Mandela casou-se com Evelyn Mase, uma jovem parente de Walter Sisulu. Com ela viria a ter quatro filhos: uma menina chamada Makaziwe, morta aos nove meses de idade — e outra, que também recebeu o mesmo nome, apelidada Maki, e dois garotos: Madiba Thembekile (Thembi) e Makgatho (Kgatho).
Em 1946, tiveram o primeiro filho, Thembi; em 1947 nasce a primeira filha, Makaziwe, que morre aos 9 meses de idade; o casal teria ainda mais dois filhos, na década seguinte. Essa união duraria 12 anos, mas terminaria de forma bastante traumática para as duas famílias.
Junto a Sisulu, Oliver Tambo e outros, ainda em 1944, criam a Liga Juvenil do CNA, com sigla em inglês ANCYL. Tencionam mudar a postura subserviente do partido face aos brancos e lançam o manifesto "Um homem, um voto" — onde denunciam que 2 milhões de brancos dominam a 8 milhões de negros, além de deterem 87% do território.
Em 1948, foi eleito secretário nacional da ANCYL e executivo nacional do CNA, pelo Transvaal.
Mandela começa a tornar-se cada vez mais popular, até que, em 1949, passa a integrar o Conselho Executivo do CNA. Mas, no ano anterior, em 1948, a vitória da extrema-direita branca no governo do país com o Partido Nacional vai levar à construção de um regime segregacionista, como nunca se vira antes na história.

## Na linha de frente contra o apartheid

O ator Canada Lee, que conheceu Mandela no "Clube Internacional".

No ano de 1949, o governo aprova o regime legal segregacionista, que dá o nome de apartheid. Em 1951, Mandela é eleito presidente da ANCYL e, no ano seguinte, presidente do CNA na província de Transvaal, o que o coloca como vice-presidente nacional da instituição.
Neste período, é secretário do Johannesburg International Club, um dos poucos lugares em que se podiam reunir pessoas de várias nacionalidades; ali se encontra com atores americanos, como Canada Lee e Sidney Poitier. O cargo de secretário foi em seguida ocupada pelo inglês Gordon Goose, casado com uma judia, Ursula, que era deficiente visual, tornando-se grandes amigos de Mandela; certa feita, por impedimento do esposo, Mandela foi buscá-la no trabalho e, por conta da cegueira, ela deu-lhe o braço — um negro com uma mulher branca, fato que despertou a ira dos brancos, que o hostilizaram.
No ano de 1950, novas leis segregacionistas são impostas pelo governo, numa ação que levou à tomada de terras de negros, mestiços e indianos; em um claro exemplo desta ação, mais de cinquenta mil negros moravam em Sophiatown, em Joanesburgo, e foram todos desalojados em 1953.
Em 1951, Sisulu propõe que sejam aceitos não negros no CNA, e Mandela inicialmente se posiciona contrário à ideia.
A 26 de junho de 1952, tem início a Campanha de Desafio, com o Dia do Protesto e Mandela torna-se seu porta-voz e chefe nacional; por todo o país, os negros são convidados a usarem os espaços reservados aos brancos — em banheiros, escritórios públicos, correios, etc. — resultando na prisão de Mandela por dois dias, junto a outros companheiros de luta, como o indiano Yusuf Cachalia. É preso em várias ocasiões e passa vários dias encarcerado; finalmente é condenado, junto a outros dezenove companheiros, com base na Lei de Repressão ao Comunismo, a uma pena de nove meses de trabalhos forçados, que é suspensa por dois anos; recebe também neste ano a primeira de várias ordens de interdição, proibindo-o de participar de atividades políticas.

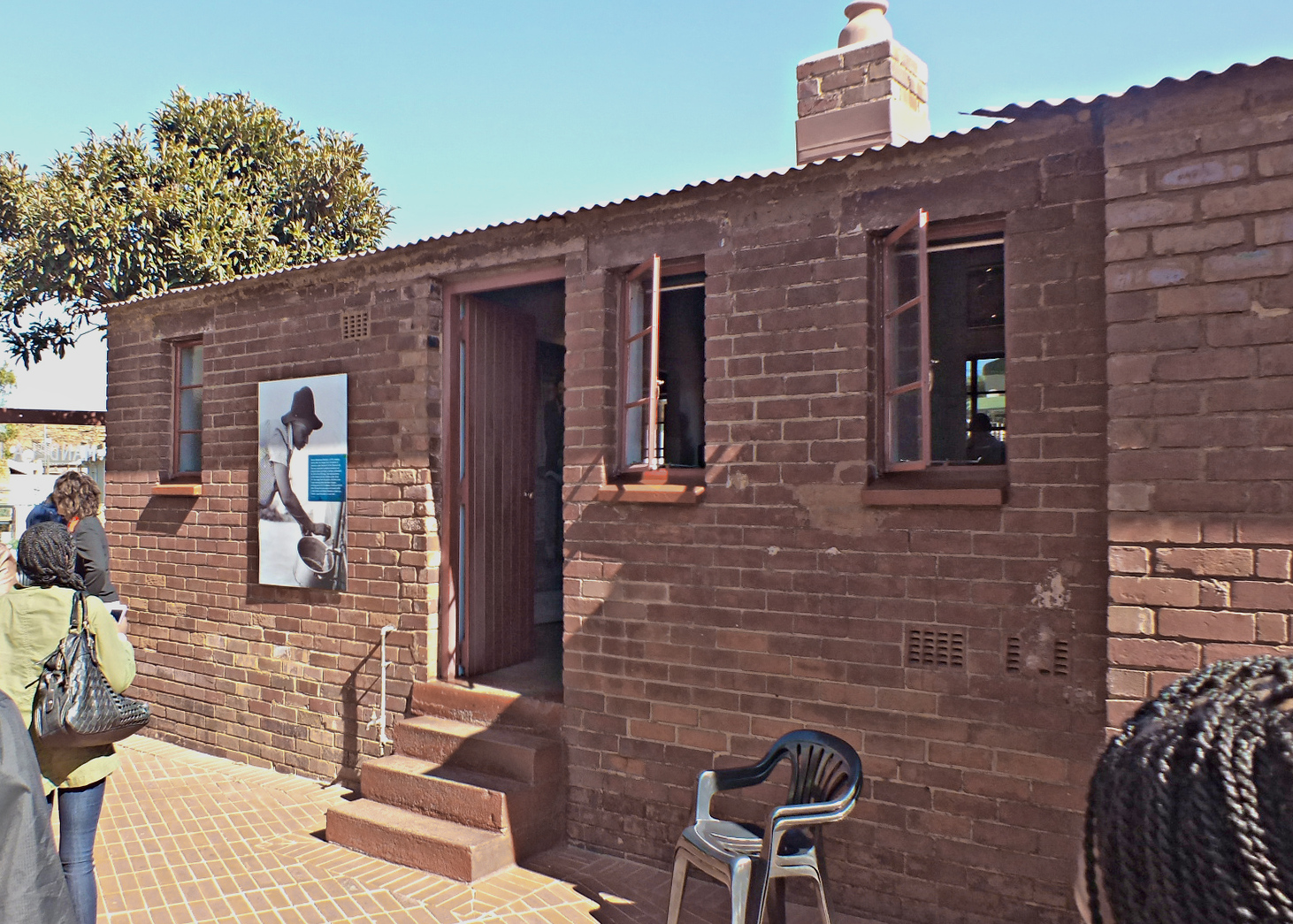
A casa de Mandela, em Soweto (hoje um museu)

Foi também em 1952 que abriu o escritório advocatício Mandela & Tambo, sociedade que durou até 1958. Ali atendem a centenas de casos, na defesa dos interesses de clientes negros. Diria, mais tarde, que "o regime do apartheid tinha dado à lei e à ordem má reputação". Apesar disto a Suprema Corte rejeitou um pedido da Transvaal Law Society para negar-lhe o direito de advogar.
Em 1953, em Sophiatown, Mandela profere um discurso em que pela primeira vez diz que os tempos da resistência passiva haviam passado. Sisulu empreende uma viagem ao exterior e seu amigo lhe pede para, passando pela China, conseguir o apoio daquele país para a luta. Mas no CNA a ideia é rechaçada, especialmente por Moses Katane, para quem o momento não havia chegado. Katane é convencido, mas a executiva, especialmente o Chefe Luthuli, se opõe com firmeza, mantendo a diretiva da não violência.
Em 1954, no CNA, sob a presidência do Chefe Albert Luthuli, um zulu, junto a Mandela e Walter Sisulu, é criado o Congresso do Povo, com o objetivo de unir todos os não brancos, vitimados pelo sistema racista que se instalara no país.
Em junho de 1955, ocorreu uma reunião do Congresso do Povo, num local perto de Soweto, Kliptown. Mandela e Sisulu, ainda sob a ordem de restrição que os proibia de se deslocarem, foram para o local, onde cerca de três mil pessoas acorreram para o encontro; a polícia interveio, de forma não violenta; Mandela e Sisulu conseguem retornar a Joanesburgo, sem que tenham sido capturados.
Em setembro daquele ano, a ordem de restrição de Mandela expirou, e ele empreende viagem de duas semanas ao Transkei, revendo parentes e amigos, procurando ampliar as bases do ANC, com palestras em vários lugares; a polícia tenta impedi-lo, mas desta vez Mandela a desobedece.

### Divórcio, novo casamento; o Julgamento por Traição

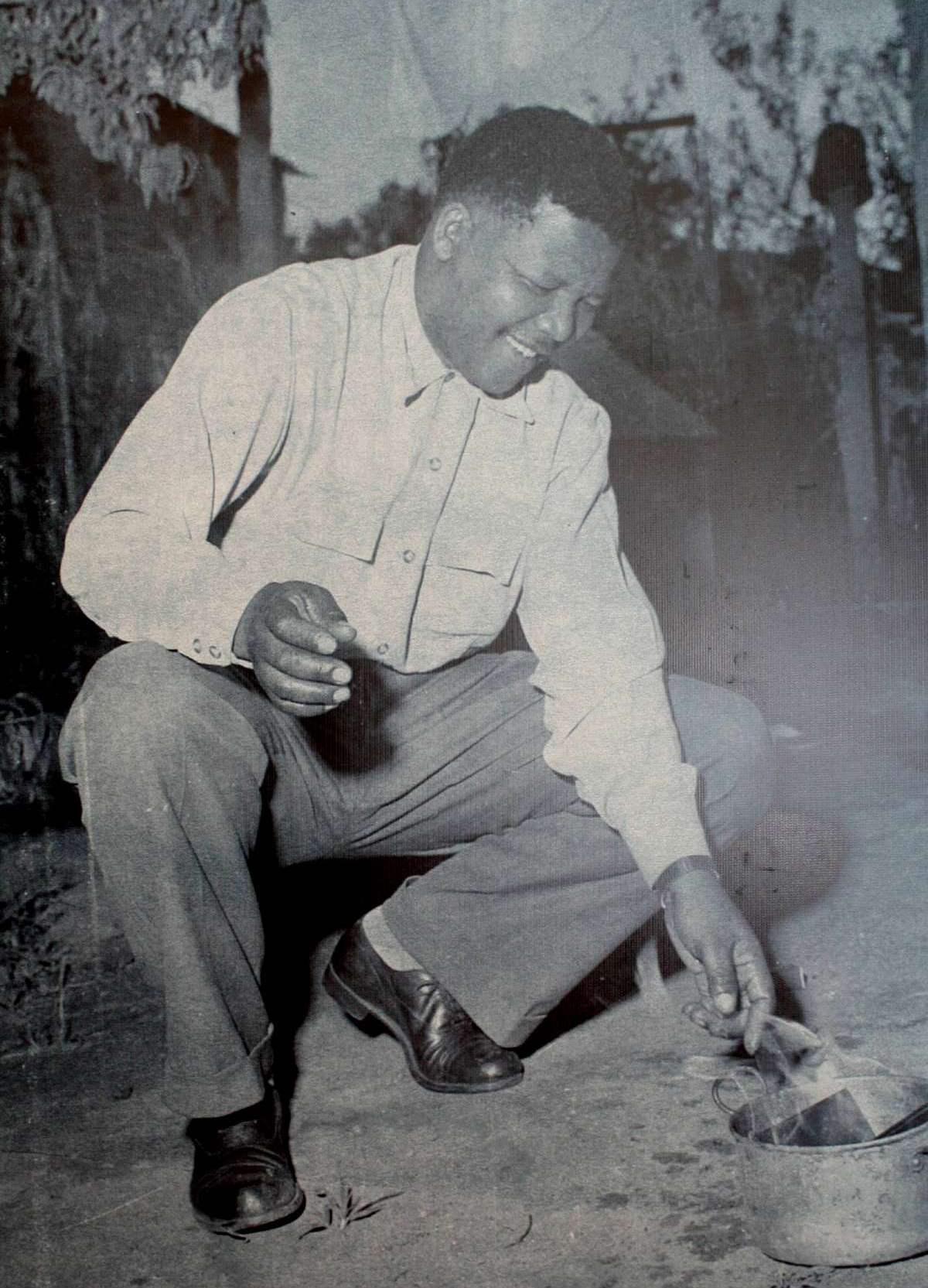
Mandela queima um passe obrigatório, em 1960

Seu empenho na luta resulta no fim de seu casamento com Evelyn, ainda em 1955, era completamente avessa à política e se queixava da falta de tempo do marido para a casa e os filhos (Makaziwe nascera dois anos antes); o divórcio ocorre no ano seguinte. Apesar de separados de fato, continuaram a morar juntos numa casa pequena, em Soweto; ela tornara-se testemunha de Jeová e passava grande parte do tempo a ler a Bíblia; seu filho Madiba certa vez questionara por que não passava as noites em casa, e Mandela respondera que milhões de crianças precisavam dele, no país; o sucesso que tinha na causa, não ocorria em casa. Mais tarde ela deu entrevistas à imprensa branca, a qual distorceu os reais motivos da separação, segundo o próprio Mandela.
No dia 5 de dezembro de 1956, sua casa é invadida pela polícia, revistando-a por 45 minutos e apreendendo papéis; o líder é levado preso, na frente da mulher e dos filhos; outras 144 pessoas foram detidas no mesmo dia.
Em 1957, quando tem início a tramitação do Julgamento por Traição, Mandela é um advogado bem sucedido e divorciado, tornara-se um bon vivant: frequentava restaurantes, andava num carro americano importado; foi do carro que, neste ano, viu Winifred Zanyiwe Madikizela parada num ponto de ônibus, em seu uniforme de enfermeira, e ficou com sua imagem gravada na memória — poucos dias depois, coincidentemente, ela lhe apareceu no escritório, para tratar de uma causa. Começaram a sair e um dia ele mandou que fosse à costureira, para experimentar o vestido de noiva que mandara fazer: não houve um pedido de casamento. Tinha 22 anos e ele dezesseis a mais que ela.
Em 1958, o Julgamento entra na sua fase judicial e Mandela é o advogado dos réus, em parceria com Duma Nokwe; Mandela e Winnie se casam durante um recesso de 6 dias no Julgamento, numa cerimônia onde o sogro, em discurso, brincou que a filha se unia a um "prisioneiro". Poucos dias depois da união Mandela entrou para a clandestinidade, e via a esposa em encontros furtivos, que precisavam ser adrede planejados, com máxima segurança.
O princípio da não violência continuará a nortear o CNA, o que resguardou a entidade de acusações por parte do governo de apoiar ações armadas. Mas a evolução dos eventos, com ataques mortais por parte do apartheid, no ano de 1960, levaram o Chefe Luthuli a autorizar que Mandela levasse a cabo a constituição de um movimento de resistência pelas armas.
Em 8 de abril de 1960 o CNA foi proibido e Mandela fica preso até o ano seguinte, quando passa para a clandestinidade.

## Mandela empunha a “Lança de uma Nação”

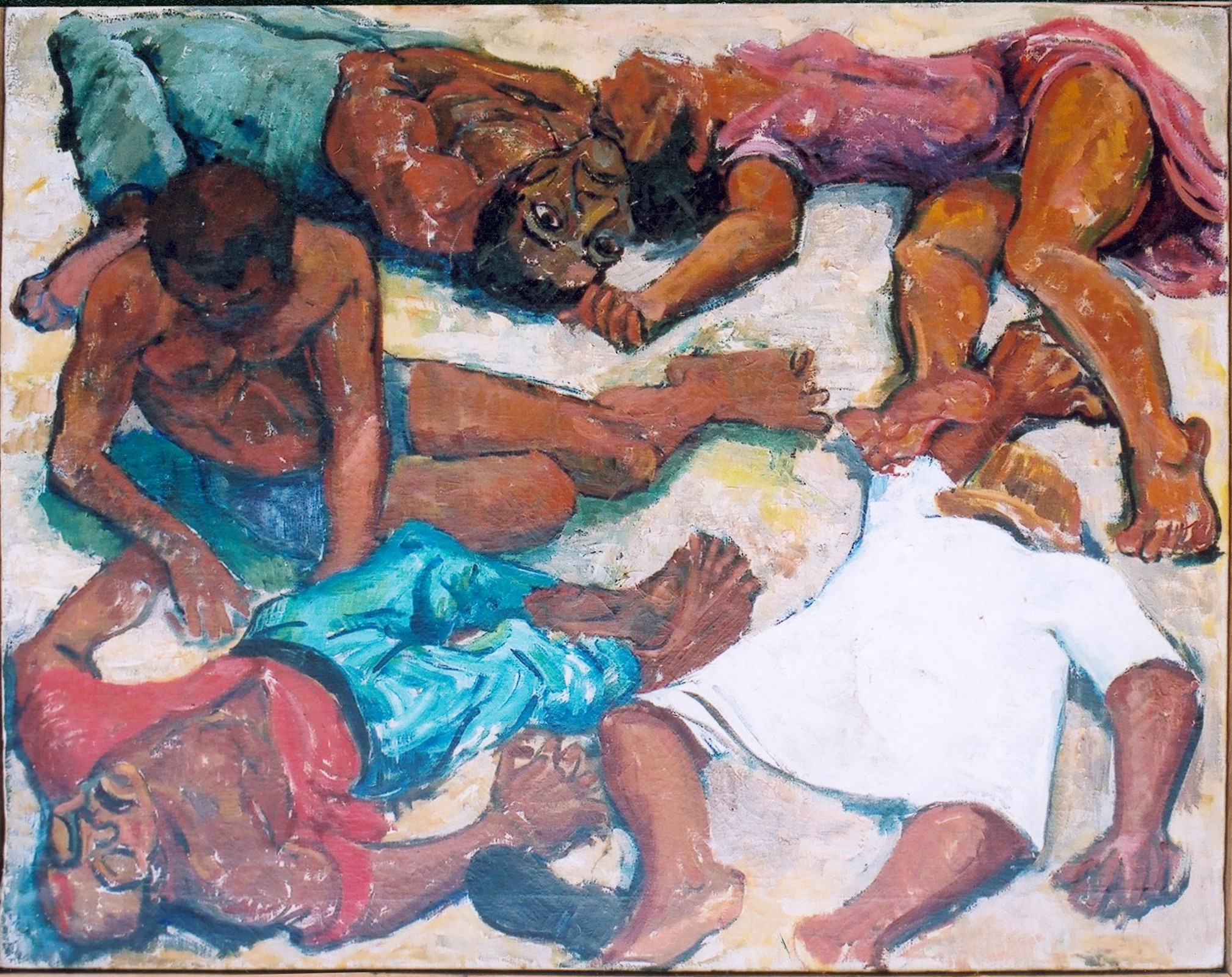
Pintura retratando o Massacre de Sharpeville, em 1960.

O Umkhonto we Sizwe — "Lança de uma Nação" — também conhecido pela sigla "MK", foi criado em 1961 como braço armado do CNA, tendo Mandela como primeiro comandante em chefe. Era a resposta do movimento ao Massacre de Sharpeville, no entendimento de que o apartheid não mais poderia ser combatido com a não violência.
Segundo o próprio Mandela a instituição não poderia ser o começo de um militarismo; a organização deveria ser uma força militar totalmente subordinada a um órgão político central. O treinamento militar seria paralelo ao político, de forma a ficar bem definido que a revolução servia para tomar o poder, e não para habilitar atiradores.
O líder passa a ostentar uma barba, ao estilo do guerrilheiro Ernesto Che Guevara, a vestir uniforme camuflado e dá início à campanha armada. Vivendo na clandestinidade, evita ser encontrado; seu esconderijo ficava próximo à casa de Gordon Goose e Ursula, e por diversas vezes Mandela visitava-os, à noite.
"Nós adotamos a atitude de não violência só até o ponto em que as condições o permitiram. Quando as condições foram contrárias, abandonamos imediatamente a não violência e usamos os métodos ditados pelas condições", declararia mais tarde.

### Viagem pela África: o "Pimpinela Negro"

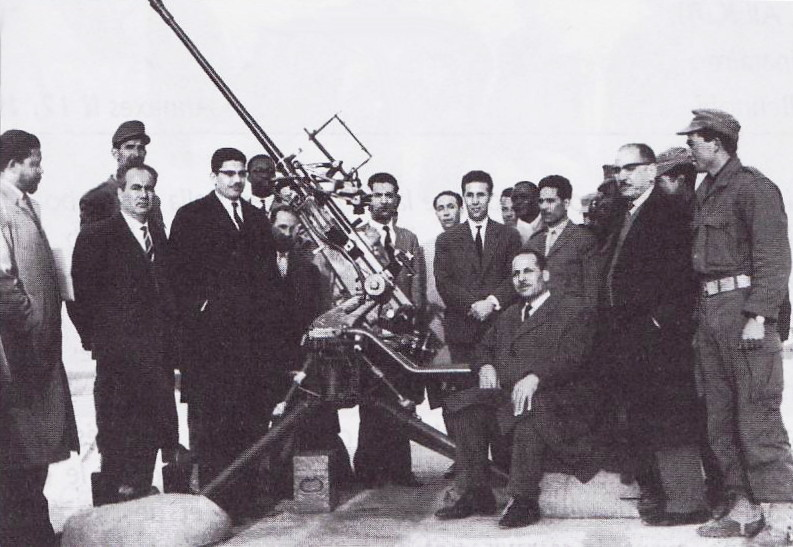
Mandela (à esquerda), na fronteira ocidental argelina, com Ben Bella, 1962.

Em 1962 Mandela vai a Londres, onde adquire livros sobre guerra e guerrilha, e junta-se a Oliver Tambo; ambos têm encontros com vários políticos e, dali, percorrem vários países africanos; na Libéria, em 25 de abril, encontra-se com o Presidente Wlliam Vacanarat Shadrach Tubman, que se compromete a ajudar a causa; vai à Nigéria, a Botsuana (onde pela primeira vez se viu em meio ao ambiente selvagem africano, com leões rugindo do lado de fora do rondavel em que dormia), à Etiópia.
Em Adis Abeba tem aulas de “demolição”, com o tenente Befekadu; lá se encontra com o imperador Haile Selassie, figura que muito o impressionou pela pompa de chefe de estado, como também por sua posição face aos brancos; “Mas ver brancos fazendo mesuras a um monarca negro foi muito interessante”, declarou.
Passou dois meses recebendo treinamento militar dos etíopes; aprende a atirar, em alvos fixos e móveis, que aperfeiçoou-lhe as lições iniciais recebidas em Oujda.
No Egito visitou com curiosidade as relíquias da antiga civilização, preocupado em contrapor a propaganda branca de que a cultura africana não é tão rica quanto a europeia; mas ficou um tanto decepcionado na visita a um museu, após falar com um curador: “saí com o mesmo conhecimento do assunto do que antes de entrar no museu”.

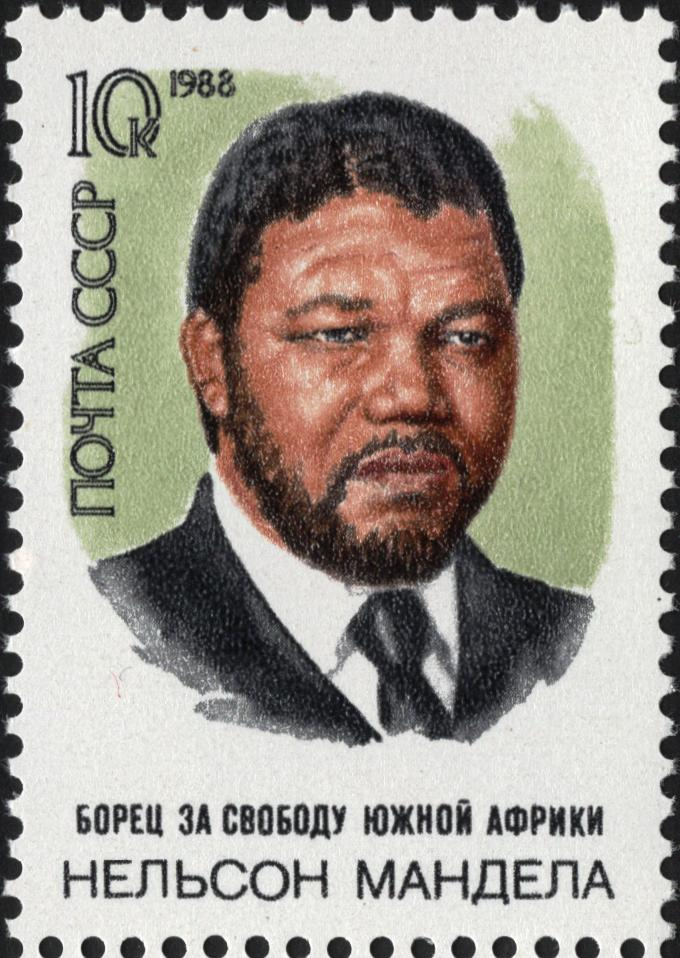
Selo de 1988 da extinta URSS, mostra Mandela na fase revolucionária.

Impressão diversa teve, contudo, no Marrocos, onde ficou fascinado pelas estratégias das lutas dos argelinos contra os franceses, que eventualmente poderiam ser utilizadas pelo MK. As ideias de Mandela passavam pela construção de um exército revolucionário, capaz de conquistar o apoio popular, instalar escolas de doutrinação, coordenação adequada da guerrilha, oportunidades psicológicas das ações, etc.
Enquanto seguia seu périplo pelo continente, na África do Sul a polícia continua a caçada para sua prisão; Mandela recebe da imprensa o apelido de Pimpinela Negro, numa alusão ao Pimpinela Escarlate, personagem fictício criado pela baronesa Orczy.

### Prisão e julgamento
Em 5 de agosto de 1962, a polícia capturou Mandela junto com seu colega ativista Cecil Williams perto de Howick. Muitos membros do MK suspeitaram que as autoridades haviam sido informadas sobre o paradeiro de Mandela, embora o próprio Mandela não desse crédito a essas ideias. Nos últimos anos, Donald Rickard, um ex-diplomata americano, revelou que a CIA, que temia que Mandela se associasse com os comunistas, havia informado a polícia sul-africana de sua localização. Preso na prisão de Marshall Square, em Joanesburgo, Mandela foi acusado de incitar greves de trabalhadores e de deixar o país sem permissão. Representando-se com Joe Slovo, seu colega do CNA, como assessor legal, Mandela pretendia usar o julgamento para demonstrar "a oposição moral do CNA ao racismo" enquanto os simpatizantes demonstravam fora do tribunal. Transferido para Pretória, onde Winnie poderia visitá-lo, começou a estudar por correspondência para um Bacharelado em Direito pela Universidade de Londres. Sua audiência começou em outubro, mas ele interrompeu o processo usando um kaross tradicional, recusando-se a chamar qualquer testemunha e transformando seu argumento de mitigação em um discurso político. Considerado culpado, foi condenado a cinco anos de prisão; ao sair do tribunal, os partidários cantaram o hino do CNA, "Nkosi Sikelel iAfrika".
Em julho de 1963, a polícia invadiu a Fazenda Liliesleaf, prendendo os que encontravam lá e descobrindo documentos documentando as atividades de MK, algumas das quais mencionavam Mandela. O Julgamento de Rivonia começou na Suprema Corte de Pretória em outubro, com Mandela e seus companheiros acusados de quatro acusações de sabotagem e conspiração para derrubar violentamente o governo; seu procurador-chefe era Percy Yutar. O juiz Quartus de Wet logo descartou a acusação de provas insuficientes, mas Yutar reformulou as acusações, apresentando seu novo caso entre dezembro de 1963 e fevereiro de 1964, chamando 173 testemunhas e trazendo milhares de documentos e fotografias para o julgamento.

Eu lutei contra a dominação branca e lutei contra a dominação negra. Eu apreciei o ideal de uma sociedade democrática e livre na qual todas as pessoas viverão juntas em harmonia e com oportunidades iguais. É um ideal que espero viver e ver realizado. Mas se for necessário, é um ideal para o qual estou preparado para morrer.

Trecho do discurso de Nelson Mandela durante o Julgamento de Rivonia, em 1964.
Embora quatro dos acusados tenham negado envolvimento com o MK, Mandela e os outros cinco acusados admitiram sabotagem, mas negaram que tivessem concordado em iniciar uma guerrilha contra o governo. Usaram o julgamento para destacar sua causa política; na abertura dos procedimentos da defesa, Mandela fez o seu discurso de três horas "Estou Preparado para Morrer". Esse discurso — inspirado em "A História Me Absolverá" de Fidel Castro — foi amplamente divulgado na imprensa, apesar da censura do regime. O julgamento ganhou atenção internacional; houve apelos da comunidade internacional pela libertação dos acusados feitos pelas Nações Unidas e pelo Conselho Mundial da Paz, enquanto o Diretório da Universidade de Londres votou Mandela à sua presidência. Em 12 de junho de 1964, o juiz De Wet sentenciou Mandela e dois de seus coacusados como culpados em todas as quatro acusações; embora a promotoria tenha solicitado que a sentença de morte fosse aplicada, o juiz os condenou à prisão perpétua.

## Prisão

### Ilha Robben: 1964-1982

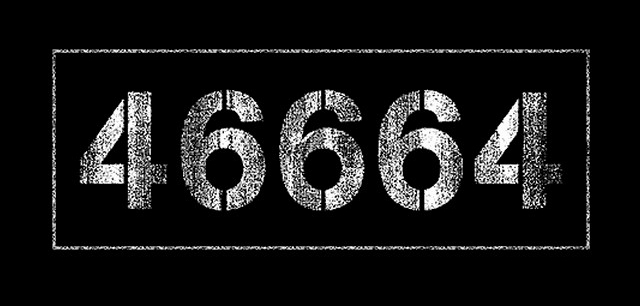
46664, o número de Mandela, na Ilha Robben.

Mandela e seus coacusados foram transferidos de Pretoria para a prisão na Ilha Robben, permanecendo lá pelos próximos 18 anos. Isolado de prisioneiros não-políticos na Seção B, Mandela, com o número 466/64, ocupava uma cela de concreto úmida medindo 2,4 m por 2 m, com um tapete de palha onde dormir. Agredidos verbal e fisicamente por vários carcereiros brancos, os prisioneiros da Rivonia Trial passaram seus dias quebrando pedras no cascalho, até serem transferidos em janeiro de 1965 para trabalhar em uma pedreira. Mandela foi inicialmente proibido de usar óculos escuros, e o brilho das pedras de calcário fez com que sua visão ficasse permanentemente danificada. À noite, estudava em seu bacharelado, que estava obtendo da Universidade de Londres através de um curso por correspondência com Wolsey Hall, Oxford, mas os jornais eram proibidos, e foi transferido para uma cela solitária várias vezes pela posse de recortes de notícias contrabandeados. Foi inicialmente classificado como o menor grau de prisioneiro, Classe D, o que significa que lhe era permitida uma visita e uma carta a cada seis meses, apesar de todas as cartas serem pesadamente censuradas.
Os prisioneiros políticos participaram de greves de trabalho e de fome — as greves de fome foram consideradas ineficazes por Mandela — para melhorar as condições das prisões, encarando isso como um microcosmo da luta contra o apartheid. Os prisioneiros do CNA o elegeram para seu "alto órgão" e ele se envolveu em um grupo representando todos os presos políticos na ilha. Criando a "Universidade de Robben Island", por meio da qual os prisioneiros faziam palestras em suas próprias áreas de especialização, ele debatia tópicos sócio-políticos com seus companheiros.
Embora frequentasse os cultos cristãos semanalmente, Mandela também estudou o islamismo. Também estudou a língua africâner, esperando construir um respeito mútuo com os carcereiros e convertê-los em sua causa. Vários visitantes oficiais reuniram-se com Mandela, mais significativamente a representante parlamentar liberal Helen Suzman, do Partido Progressista, que defendeu a causa de Mandela fora da prisão. Em setembro de 1970, conheceu um membro do Partido Trabalhista Britânico, Dennis Healey. O Ministro da Justiça da África do Sul, Jimmy Kruger, visitou em dezembro de 1974, mas ele e Mandela não se davam bem entre si. Sua mãe visitou em 1968, morrendo pouco depois, e seu primogênito, Thembi, morreu em um acidente de carro no ano seguinte; Mandela foi proibido de assistir ao seu funeral. Sua esposa raramente era capaz de vê-lo, sendo presa regularmente por atividade política, e suas filhas o visitaram pela primeira vez em dezembro de 1975. Winnie foi libertada da prisão em 1977, mas foi forçada a se mudar para Brandfort e permaneceu incapaz de poder visitá-lo.
A partir de 1967, as condições prisionais melhoraram; os prisioneiros negros recebiam calças em vez de bermudas, os jogos passaram a ser permitidos e o padrão da comida era aumentado. Em 1969, um plano de fuga para Mandela foi desenvolvido por Gordon Bruce, mas foi abandonado depois que a conspiração foi infiltrada por um agente do Departamento de Segurança do Estado da África do Sul (BOSS, na sigla em inglês), que esperava ver Mandela baleado durante a fuga. Em 1970, o comandante Piet Badenhorst tornou-se comandante. Mandela, vendo um aumento no abuso físico e mental dos prisioneiros, queixou-se aos juízes visitantes, que tinham reatribuído a Badenhorst. Foi substituído pelo comandante Willie Willemse, que desenvolveu um relacionamento cooperativo com Mandela e estava disposto a melhorar os padrões das prisões.
Em 1975, Mandela havia se tornado um prisioneiro da Classe A, o que lhe permitia um maior número de visitas e cartas. Correspondia-se com ativistas antiapartheid como Mangosuthu Buthelezi e Desmond Tutu. Naquele ano, começou sua autobiografia, que foi contrabandeada para Londres, mas permaneceu inédita na época; autoridades da prisão descobriram várias páginas e seus privilégios de estudar por correspondência foram revogados por quatro anos. Em vez disso, dedicou seu tempo livre à jardinagem e à leitura. As autoridades permitiram que ele retomasse seus estudos de graduação em direito em 1980.
No final da década de 1960, a fama de Mandela foi eclipsada por Steve Biko e pelo Movimento pela Consciência Negra (MCN). Vendo o CNA como ineficaz, o MCN pediu uma ação militante, mas após a Revolta de Soweto de 1976, que resultou em centenas de mortos e aumentou o isolamento internacional da África do Sul, muitos ativistas do movimento foram presos na Ilha Robben. Mandela tentou construir um relacionamento com esses jovens radicais, embora criticasse seu racismo e desprezo pelos ativistas brancos antiapartheid. Interesse internacional renovado em sua situação veio em julho de 1978, quando ele comemorou seu aniversário de 60 anos. Recebeu um doutorado honorário no Lesoto, o Prêmio Jawaharlal Nehru de Entendimento Internacional na Índia em 1979, e a Liberdade da Cidade de Glasgow, na Escócia, em 1981. Em março de 1980, o slogan "Mandela Livre!" foi desenvolvido pelo jornalista Percy Qoboza, desencadeando uma campanha internacional que levou o Conselho de Segurança das Nações Unidas a pedir sua libertação. Apesar do crescente isolamento do país, o governo recusou em ceder às pressões internacionais, confiando em seus aliados anticomunistas da Guerra Fria, o presidente estadunidense Ronald Reagan e a primeira-ministra britânica Margaret Thatcher; ambos consideravam o CNA de Mandela uma organização terrorista simpatizante do comunismo e apoiavam sua repressão.

### Prisão de Pollsmor: 1982-1988
Em abril de 1982, Mandela foi transferido para a Prisão Pollsmoor, uma prisão de segurança máxima, em Tokai, na Cidade do Cabo, juntamente com os altos líderes do CNA, Walter Sisulu, Andrew Mlangeni, Ahmed Kathrada e Raymond Mhlaba; eles acreditavam que estavam sendo isolados para remover sua influência sobre os ativistas mais jovens da Ilha Robben. As condições em Pollsmoor eram melhores que na Ilha Robben, embora Mandela perdesse a camaradagem e a paisagem da ilha. Dando-se bem com o oficial comandante de Pollsmoor, o brigadeiro Munro, Mandela foi autorizado a criar um jardim no terraço; também leu vorazmente e correspondeu amplamente, agora eram permitidas 52 cartas por ano. Foi nomeado patrono da Frente Multirracial Unida Democrática, fundada para combater as reformas implementadas pelo presidente sul-africano P. W. Botha. O governo do Partido Nacional de Botha havia permitido que cidadãos de cor e indianos votassem em seus próprios parlamentos, que tinham controle sobre educação, saúde e moradia, mas negros africanos foram excluídos do sistema; como Mandela, a frente viu isso como uma tentativa de dividir o movimento antiapartheid nas linhas raciais.
Em agosto de 1982, o regime assassina, com uma carta-bomba, sua companheira de lutas, Ruth First, que estava exilada em Moçambique. Mandela descreveu o momento: "…me senti quase totalmente sozinho. Perdi uma irmã, uma companheira de luta. Não é consolo saber que ela vive mesmo depois de morta".
O início dos anos 1980 testemunhou uma escalada de violência em todo o país, quase à beira de uma guerra civil. Isso foi acompanhado por uma crise econômica, já que vários bancos multinacionais — sob pressão de um lobby internacional — pararam de investir na África do Sul. Numerosos bancos e a primeira-ministra britânica Thatcher pediram a Botha a libertação de Mandela — então no auge de sua fama internacional — para neutralizar a situação volátil. Apesar de considerar Mandela um marxista perigoso, em fevereiro de 1985, Botha lhe ofereceu uma libertação da prisão se ele "rejeitasse incondicionalmente a violência como uma arma política". Mandela rejeitou a oferta, divulgando uma declaração por meio de sua filha Zindzi afirmando: "Que liberdade a mim está sendo oferecida enquanto a organização do povo [o CNA] permanece proibida? Somente homens livres podem negociar. Um prisioneiro não pode entrar em contratos".
Em 1985, Mandela foi submetido a cirurgia na próstata, antes de receber uma nova cela solitária no andar térreo, isolada dos demais presos. Foi recebido por "sete personalidades eminentes", uma delegação internacional foi enviada para negociar um acordo, mas o governo do presidente Botha recusou-se a cooperar, chamando o estado de emergência em junho e iniciando uma operação policial contra novas revoltas. A resistência contra o apartheid reagiu, com o CNA cometendo 231 ataques em 1986 e 235 em 1987. A violência aumentou quando o governo usou o exército e a polícia para combater a resistência e forneceu apoio secreto a grupos de vigilantes e ao movimento nacionalista zulu Inkatha, que estava envolvido em uma luta cada vez mais violenta com o CNA. Mandela pediu negociações com Botha, mas foi negado, em vez disso se reuniu secretamente com o ministro da Justiça, Kobie Coetsee, em 1987, e teve mais 11 reuniões nos próximos três anos. Coetsee organizou as negociações entre Mandela e uma equipe de quatro figuras do governo a partir de maio de 1988; a equipe concordou com a libertação de presos políticos e a legalização do CNA com a condição de que eles permanentemente renunciassem à violência, quebrassem laços com o Partido Comunista e não insistissem no governo de maioria absoluta. Mandela rejeitou essas condições, insistindo que o CNA só terminaria a luta armada quando o governo renunciasse à violência.
O aniversário de 70 anos de Mandela, em julho de 1988, atraiu a atenção internacional, incluindo um show que homenageou Mandela no Estádio de Wembley, em Londres, que foi transmitido pela televisão e assistido por cerca de 200 milhões de telespectadores. O show teve vários artistas, como Simple Minds, Sting, Eurythmics, George Michael e Eric Clapton. Embora apresentado globalmente como uma figura heroica, ele enfrentou problemas pessoais quando os líderes do CNA o informaram que sua esposa, Winnie havia se estabelecido como chefe de uma gangue, o "Mandela United Football Club", que havia sido responsável por torturar e matar opositores — incluindo crianças — em Soweto. Embora alguns o encorajassem a se divorciar dela, decidiu permanecer leal até que fosse considerada culpada pelo julgamento.

### Prisão de Victor Verster: 1988-1990
Recuperando-se da tuberculose exacerbada pelas condições úmidas em sua cela, em dezembro de 1988, Mandela foi transferido para a prisão de Victor Verster, uma prisão agrícola de segurança mínima, próxima a Paarl. Estava alojado no relativo conforto da casa de um carcereiro com um cozinheiro pessoal, e usava o seu tempo para terminar seus estudos em direito. Enquanto esteve lá, recebeu muitos visitantes e organizou comunicações secretas com Oliver Tambo, exilado do ANC.
Em 1989, Botha sofreu um derrame; embora ele mantivesse a presidência, deixou o cargo de líder do Partido Nacional, sendo substituído por F. W. de Klerk. Em uma jogada surpresa, Botha convidou Mandela para uma reunião durante o chá em julho de 1989, um convite que Mandela considerou genial. Botha foi substituído como presidente por De Klerk seis semanas depois; o novo presidente acreditava que o apartheid era insustentável e libertou vários prisioneiros do CNA. Após a queda do Muro de Berlim, em novembro de 1989, De Klerk convocou seu gabinete para debater a legalização do CNA e a libertação de Mandela. Embora alguns se opusessem profundamente a seus planos, de Klerk se reuniu com Mandela em dezembro para discutir a situação, uma reunião que ambos consideraram amigável, antes de legalizar todos os partidos políticos anteriormente proibidos em fevereiro de 1990 e anunciar a libertação incondicional de Mandela. Pouco tempo depois, pela primeira vez em 20 anos, fotografias de Mandela foram autorizadas a serem publicadas na África do Sul.
Deixando a Prisão de Victor Verster em 11 de fevereiro, Mandela segurou a mão de Winnie na frente de multidões lotadas e da imprensa; o evento foi transmitido ao vivo em todo o mundo. Dirigido por multidões à Prefeitura da Cidade do Cabo, fez um discurso declarando seu compromisso com a paz e a reconciliação com a minoria branca, mas deixou claro que a luta armada do CNA não acabou e continuaria como "uma ação puramente defensiva contra a violência" do apartheid. Ele expressou a esperança de que o governo concorde com as negociações, para que "não haja mais a necessidade da luta armada", e insistiu que seu foco principal era trazer paz à maioria negra e dar a eles o direito de voto nas eleições nacionais e eleições locais. Ficando na casa de Tutu, nos dias seguintes Mandela se encontrou com amigos, ativistas e imprensa, fazendo um discurso para cerca de 100 000 pessoas no Estádio Soccer City de Joanesburgo.

## A refundação da África do Sul
A eleição de Mandela foi um marco divisório na história do país, que saiu do regime draconiano para a democracia plena, elegendo o primeiro governante negro; seu governo seria para reconciliar oprimidos e opressores, uns com os outros e consigo mesmos.
Na vida particular Winnie acabou expondo seus erros e, apesar da complacência de Mandela com sua infidelidade, se recusara a abandonar o namorado. O casal separara-se de fato desde abril de 1992, "por motivos pessoais", segundo Mandela declarou então; ainda naquele ano Winnie fora julgada pela morte de um rapaz e pelo desvio de verbas do time de futebol que dirigia.

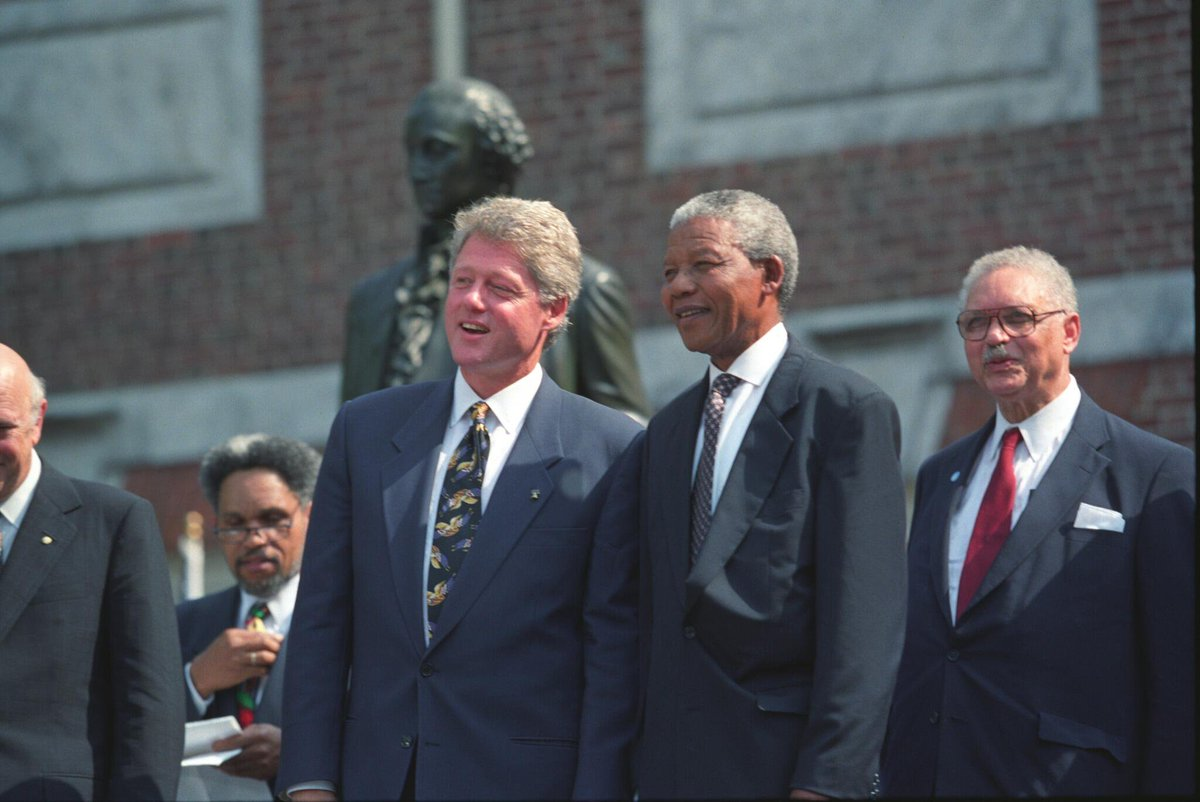
Mandela com Bill Clinton, nos Estados Unidos: mesmo antes de ser eleito, o líder tem postura de estadista.

Numa entrevista à revista Essence Winnie chegou a declarar que tinha um "marido desertor", e a matéria que então se fez aventou-se que tinha um romance com o advogado Dali Mpofu.
Já durante 1993 e também nos anos seguintes Mandela cortejava Graça Machel, de modo secreto, pois seu divórcio somente ocorreria em 1996. Mandela encontrara-se com ela em três ocasiões, e se apresentara discreta e educada; foi somente em Maputo, onde foi Ministra da Educação e Cultura por catorze anos que ele a viu de modo diferente: firme, competente e impositiva.
Em 1993 ele e de Klerk são agraciados com o Prêmio Nobel da Paz. Em seu discurso assinalou: "O valor deste prêmio que dividimos será e deve ser medido pela alegre paz que triunfamos, porque a humanidade comum que une negros e brancos em uma só raça humana teria dito a cada um de nós que devemos viver como as crianças do paraíso". No mesmo discurso Mandela prestou homenagem aos seus antecessores na luta contra a segregação, Albert Luthuli e o também laureado Desmond Tutu, bem como ao ativista negro estadunidense Martin Luther King Jr.; ao seu antecessor e colaureado, F. W. de Klerk, por ter "a coragem de admitir que um terrível mal tinha sido feito para o nosso país e as pessoas através da imposição do sistema do apartheid", e pediu ao governo de Mianmar a libertação do também Nobel premiado Aung San Suu Kyi.

### Tensão pré-eleitoral

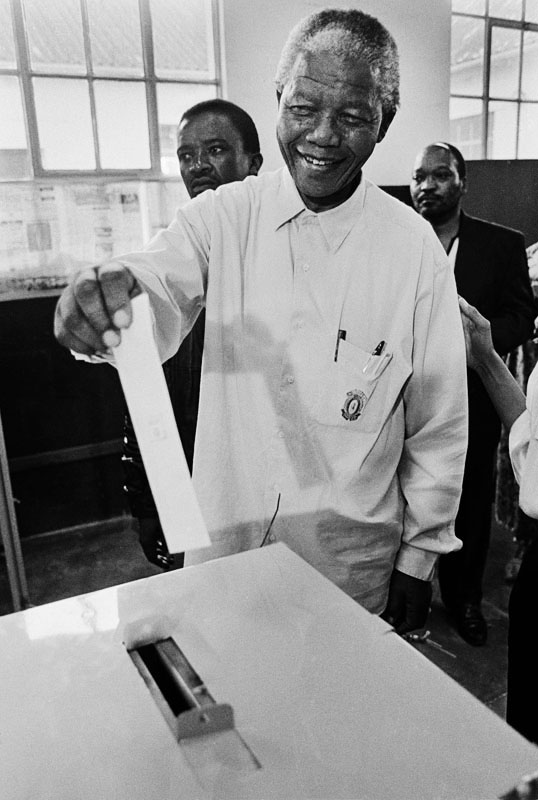
Mandela votando, em 1994

Os dias que antecederam o pleito presidencial no final de 1993 eram bastante tensos. Por um lado, grupos de extrema direita representavam ameaça constante e, por outro, no seio do próprio CNA, setores questionavam a autoridade de Mandela para conduzir o país.
Foi neste contexto que o comunista Chris Hani, chefe do MK, procurava acirrar os ânimos. Uma guerra racial parecia iminente.
No dia 10 de abril Mandela estava em visita à sua terra natal no Transkei quando recebeu a notícia do assassinato de Hani. Tudo levava a crer que os ânimos, já exaltados, explodissem em revoltas. Mandela, e não o presidente de Klerk, foi à televisão naquela noite, pedir calma à nação.
Hani fora morto por um imigrante polonês, branco, que fora preso porque uma mulher também branca memorizou a placa do carro usado pelo criminoso. Em sua fala Mandela declarou, ressaltando: “Um homem branco, cheio de preconceito e ódio, veio ao nosso país e cometeu um ato tão hediondo que nossa nação inteira agora oscila à beira do desastre” — completando — “Uma mulher branca, de origem bôer, arriscou sua vida para que pudéssemos conhecer esse assassino e fazer justiça”.
O Mandela de oratória bombástica da juventude cedera lugar ao futuro presidente da África do Sul livre e democrática, um país onde não mais nenhuma raça seria reconhecida, pois todos seriam tratados de forma igual.
Winnie lançou-se candidata ao parlamento, e chegou a declarar na sua campanha, sobre Mandela, que "nosso amor um pelo outro nunca foi abalado".
A eleições ocorrem em 26 a 28 de abril de 1994. Mandela (e o CNA com suas 34 facções) obtém 62% dos votos, seguido pelo Partido Nacional (20%) e os zulus (com 10%).

### Mandela durante a presidência

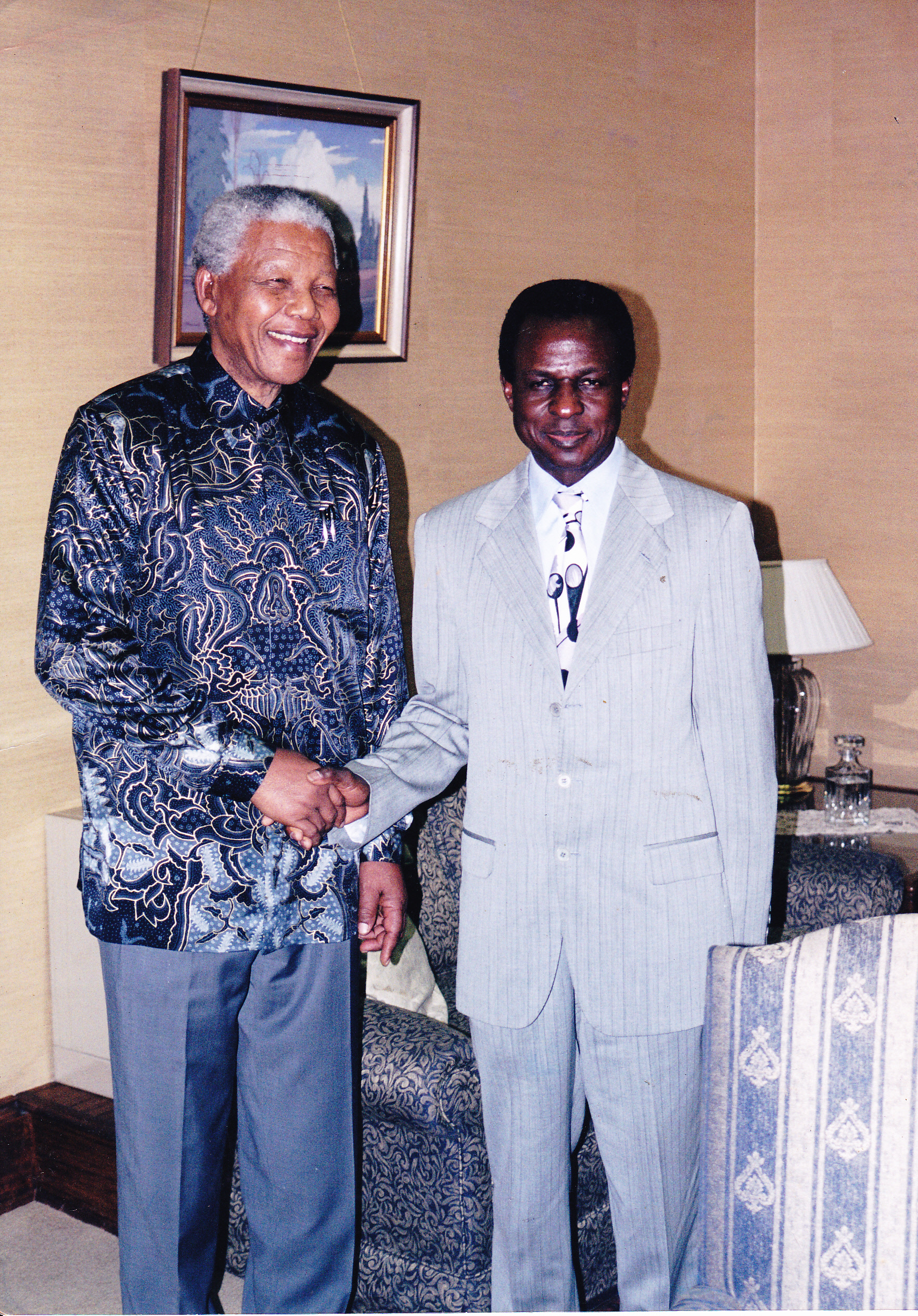
Mandela com o diplomata congolês Emmanuel Dungia, em 1997.

Dando seguimento à proposta de proporcionar a transição para a democracia multirracial, o governo Mandela teve sua maior realização na criação da Comissão da Verdade e Reconciliação — encarregada de apurar, mas não punir, os fatos ocorridos durante o apartheid; também empenhou-se em assegurar à minoria branca um futuro no país.
Para simbolizar os novos tempos adota um novo hino nacional, que mescla o hino do CNA (Nkosi Sikolele Africa - Deus bendiga a África) com o africâner (Die Stein); também uma nova bandeira é criada, unindo os símbolos das duas instituições anteriores: a bandeira oficial dos brancos, em vigor desde 1928 passou a incorporar as cores da bandeira do CNA — plasmando assim a união de todos os povos da nova nação que surgia — aprovados pela nova Constituição interina.
Somente a uma pessoa Mandela demonstrava desprezo como a de Klerk — ao líder zulu Mangosuthu Buthelezi, a quem considerava perigoso, capaz de levar o país a uma guerra civil, se isto lhe conviesse. Muitos ficaram surpresos, então, quando o nomeou seu ministro do Interior; o presidente queria manter o adversário bem próximo, sob sua vigilância — apesar de considerá-lo volúvel e indigno de confiança. Também nomeara Winnie para compor o gabinete, mas a demitiu em 1995.
No meio do mandato finalmente tem fim seu casamento de 38 anos com Winnie, com o divórcio sendo declarado em 20 de maio de 1996. Mandela acusava a esposa de cometer "infidelidade descarada", o que não foi contestado, e que fora um "homem solitário", no casamento; o advogado dela argumentou que Mandela se deixava levar pelos detratores de Winnie, ao que ele rebateu: "Eu nunca fui influenciado por aqueles que são meus inimigos." Winnie dispensou seu advogado e pediu adiamento ao juiz Frikkie Eloff, que negou-o, decretando o divórcio; a partilha ficou para depois, pedia a metade dos bens do casal; a opinião pública ficou dividida — entre os que esperavam uma reconciliação, chocados com o fim daquela união, e os que se diziam solidários ao presidente. Foi o fim do casal-símbolo da luta antiapartheid.
Ainda em maio foi aprovada a nova Constituição, para entrar em vigor a partir de fevereiro de 1997. Em março os africâneres, que haviam participado da coalizão, deixam o governo, encerrando assim a fase de transição para o novo regime.
O relacionamento com Graça Machel, o segredo mais "mal guardado" do país, teve coroamento com o casamento em cerimônia privada no palácio presidencial, após a forte pressão exercida publicamente pelo arcebispo emérito Desmond Tutu, que concelebrou o ritual presidido pelo arcebispo metodista Mvume Dandala; assistido por pequeno grupo de amigos e políticos, o enlace foi confirmado publicamente em pronunciamento do vice-presidente Thabo Mbeki. Pelo fato de ser moçambicana, Machel não teve completa aceitação do povo conservador sul-africano.
Em julho de 1995 cria a Comissão da Verdade e Reconciliação sem poderes judicantes, sob presidência do arcebispo Tutu, que conclui seus trabalhos recomendando fossem processados Botha, Buthelezi e Winnie.
Em julho de 1998 Mandela ordena uma intervenção militar no Lesoto, que vivia uma situação de anarquia, com saques e lutas, após eleições gerais em maio daquele ano, atitude esta considerada controversa.
A 16 de junho de 1999 tem fim seu mandato, e Mandela fez seu sucessor em Thabo Mbeki, então com 55 anos, um experiente deputado e seu protegido.

### Críticas

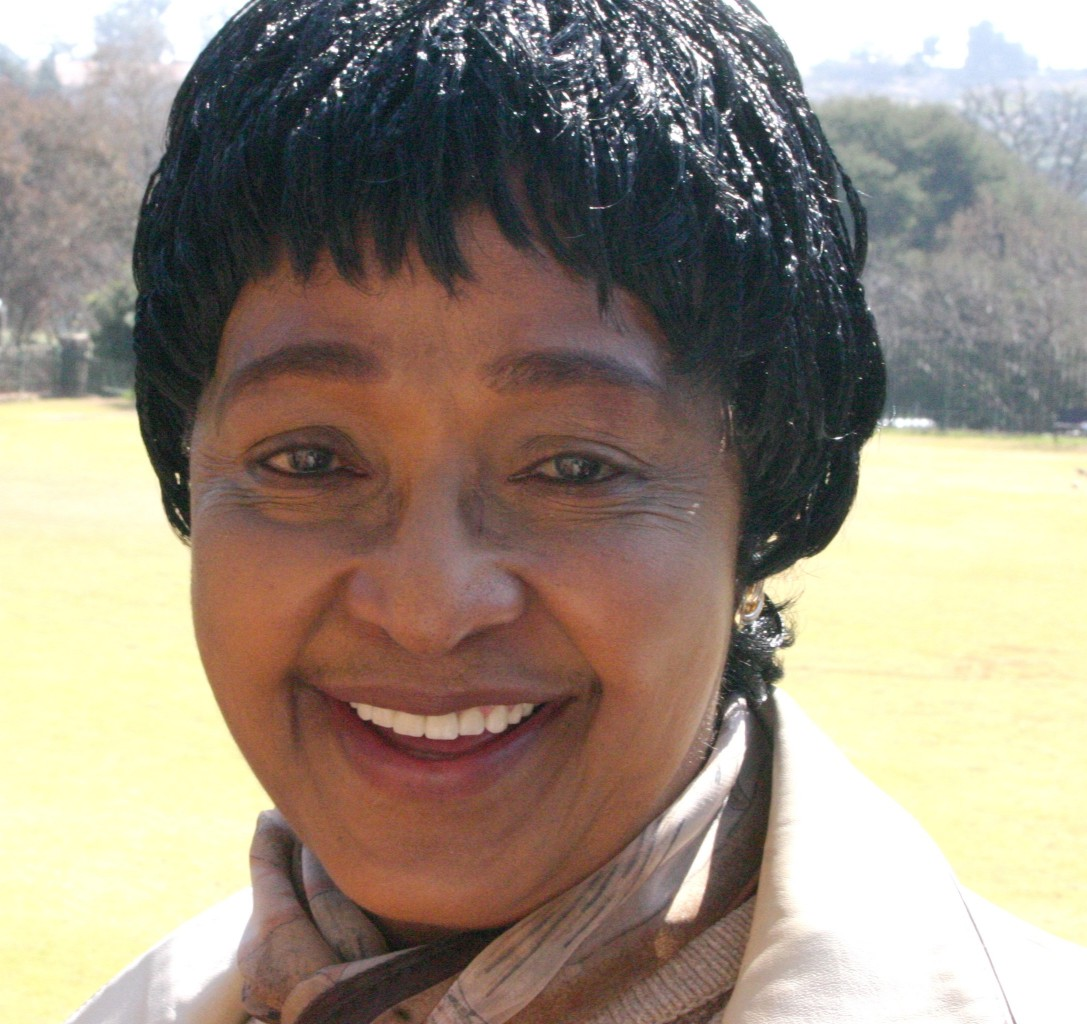
Winnie Madikizela, uma das principais críticas de Mandela

Dentro do CNA existia a percepção que o governo Mandela foi uma oportunidade perdida para se proceder a uma maior distribuição de renda; Mandela estaria mais preocupado com a "reconciliação" do que com reformas.
Em 2010 Winnie, que havia tido seus delitos expostos em 1997 na Comissão da Verdade dirigida por Desmond Tutu, atacou Mandela, dizendo que ele não foi o único que sofreu (durante o apartheid): "ele foi para a prisão como um jovem revolucionário, e olha como saiu" e que o ex-marido decepcionara os negros sul-africanos, mantendo-os na pobreza e fazendo os brancos ainda mais ricos, desdenhando o fato de ter ido receber o Nobel de mãos dadas com de Klerk. Concluiu, dizendo que Mandela hoje é uma corporação, destinada a sair mundo afora para arrecadar dinheiro.
Para os setores capitalistas o governo Mandela manteve as expectativas do mercado, desagradando os seus aliados do CNA, e segmentos que sempre o apoiaram dos sindicatos e dos comunistas, procedendo a lentas mudanças na distribuição de renda, além de manter o país no curso democrático.
Muitos no país reprovam a forma como Mandela protegeu os amigos de conduta suspeita, que tiveram rápido crescimento de suas fortunas pessoais. O renomado escritor sul-africano André Brink, contudo, faz uma leitura positiva em artigo publicado logo ao fim do mandato, e coloca Mandela como o maior nome do século XX; comparando-o a outros expoentes — como Gandhi ou Martin Luther King Jr., acentua que esses morreram sem que tivessem ocasião de experimentar o exercício do poder; outros, como Eisenhower ou Churchill, que se destacaram em momentos de guerra, não o fizeram durante a paz. Apesar dos erros, como a invasão do Lesoto de 1998, o recrudescimento do racismo (de brancos e de negros), a corrupção e outros, ele deve ser visto como a pessoa que realmente conseguiu irmanar a todos, a ponto de tornar-se um ícone sagrado para o mundo.

## Aposentadoria e saúde

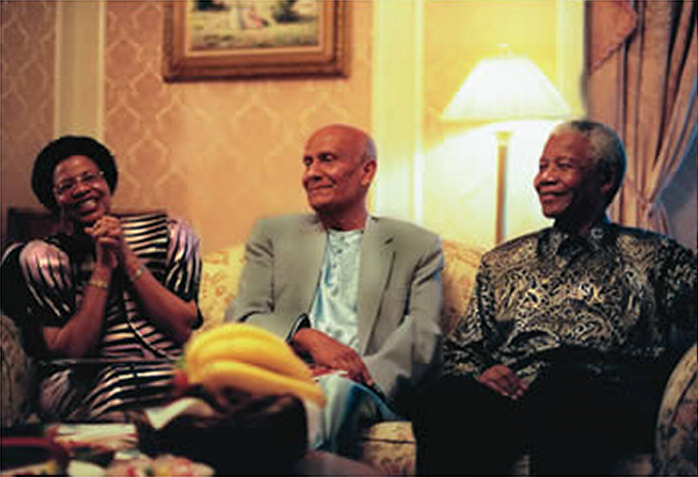
Graça Machel e Mandela, numa visita de Sri Chinmoy em 2011.

Quando deixou a presidência, Mandela declarou que iria partir para uma tranquila aposentadoria.
Em 2001 a próstata voltou a lhe dar problemas, desta feita sendo diagnosticado um câncer; tem início o tratamento. No ano seguinte, ao ver a forma equivocada pela qual seu sucessor, Mbeki, tratava o avanço da epidemia de AIDS no país, deixa a tranquilidade da vida familiar para se manifestar publicamente, contrariando o presidente, que se negava a distribuir os remédios antivirais por não aceitar uma ligação entre o vírus HIV e a doença. Mandela chegou a declarar publicamente que tivera três parentes vítimas da AIDS, e abraçou publicamente Zackie Achmat, portador e ativista pelos direitos dos soropositivos.
Em 2002, com a iminência da Invasão do Iraque, Mandela resolveu agir e tentou, sem sucesso, contatar o presidente estadunidense George W. Bush, mesmo recorrendo à intercessão de seu pai, ou dos assessores Condoleezza Rice ou Colin Powell; a partir de então passou a criticar as pretensões dos Estados Unidos em se tornarem "polícia do mundo", e o primeiro-ministro britânico Tony Blair de ter-se transformado num Ministro do Exterior dos Estados Unidos. Numa outra frente, também procurou contatar o ditador Saddam Hussein, mas este se encontrava sem querer revelar sua localização; apesar disto, Mandela criticou o ditador iraquiano, minimizando o embaraço com os dois países.
Em 2003 Winnie e seu secretário Addy Moolman foram condenados a cinco anos de prisão, culpados em 43 de 58 acusações de fraude e roubo em razão de empréstimos bancários que nunca foram pagos.
Quando completou 85 anos, em 2004, Mandela disse que iria se aposentar. Em 6 de janeiro do ano seguinte morreu seu segundo filho — Makgatho, com pouco mais de 50 anos, mais uma vítima da AIDS na família.
Ainda em 2000 Mandela foi procurado pelo milionário britânico Richard Branson e pelo músico e ativista Peter Gabriel para a criação de uma entidade que viesse a congregar estadistas de renome que não estejam mais ativos em suas funções públicas, com o objetivo colaborar na solução de problemas mundiais; em 18 de julho de 2007, data do octogésimo nono aniversário de Mandela, em Joanesburgo, foi fundada a organização The Elders, em cerimônia presidida pelo arcebispo Tutu; Mandela, por motivos de saúde, não pôde estar presente.
Em 2011, estava em férias na Cidade do Cabo quando foi internado, segundo nota do CNA, para "exames de rotina". Tivera uma infecção respiratória aguda e ficou internado cerca de 48 horas no Milpark, em Joanesburgo, de onde saiu para continuar o tratamento em casa. Sua internação causara grande comoção, forçando o presidente Jacob Zuma, que se encontrava na Suíça, a pronunciar-se pedindo calma à população.
Em fevereiro de 2012 nova internação, desta vez por sentir fortes dores abdominais. Mandela voltou a residir em Qunu, sua terra natal, em julho de 2011, e teve de ser levado a Joanesburgo para exames.
Em 8 de junho de 2013, foi internado em estado grave, devido a uma infecção pulmonar.

### A tragédia familiar durante o Mundial de Futebol de 2010

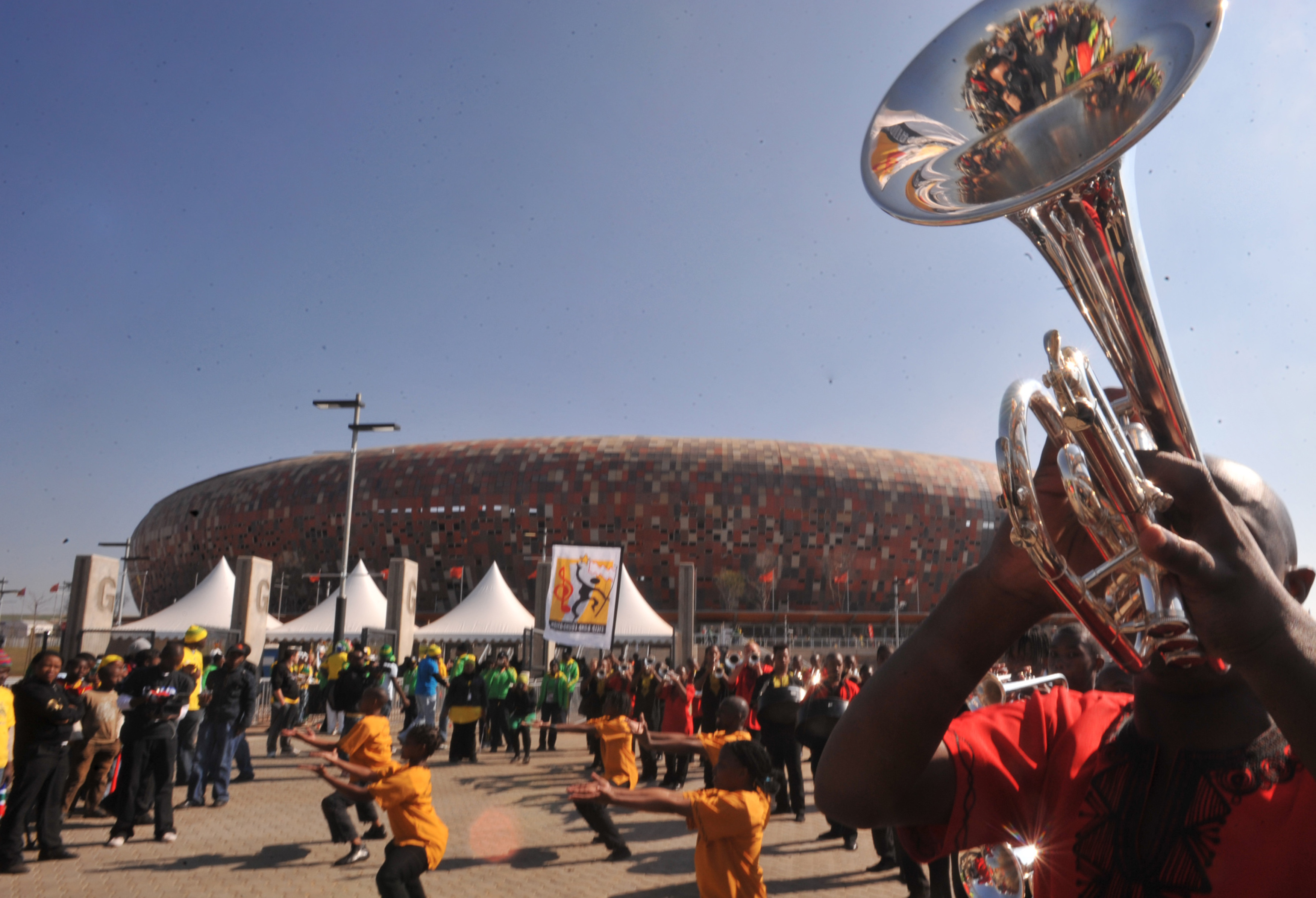
O "Soccer City", na abertura do Mundial FIFA de 2010

A realização da primeira Copa do Mundo de futebol no continente africano criou uma grande expectativa da aparição do nonagenário Mandela na cerimônia de abertura do evento, como o grande anfitrião do país-sede.
A imprensa mundial, cobrindo em peso o evento, teria no líder e na festa a imagem que selaria de forma definitiva o surgimento da nova era na África do Sul, e o esquecimento dos tempos difíceis.
A Seleção, apelidada de “Bafana-Bafana” pelos torcedores, há alguns anos vinha sendo treinada pelos treinadores brasileiros Joel Santana e Carlos Alberto Parreira, e deixara a condição de equipe frágil para alimentar a esperança de classificar-se para as fases seguintes do torneio, depois de jogar a partida de abertura contra o México, no mesmo Soccer City, o estádio onde Mandela fizera seu principal discurso após a libertação.
Mandela estivera presente na cerimônia de escolha do país-sede, em Zurique, quase sete anos antes, e segurou a taça do mundo quando a África do Sul fora confirmada. Até a véspera do grande dia especulava-se sobre a presença ou não de Mandela, que foi assegurada pelo seu neto, Mandla “Chief” Mandela.
Contudo, na manhã da sexta-feira, dia 11 de junho de 2010, a bisneta de Mandela, Zenani, morreu vítima de um acidente de automóvel com apenas 13 anos de idade quando retornava de um espetáculo em comemoração à Copa, em Soweto. Foi a única vítima fatal. Com o luto o líder deixou de comparecer. Uma nota oficial, publicada por sua fundação, justificou sua ausência: “Mandela soube da trágica morte de Zenani nesta manhã. Assim, não seria apropriado que ele comparecesse pessoalmente à cerimônia. Sabemos que o povo sul-africano e as pessoas do resto do mundo serão solidárias com o senhor Mandela e sua família. Madiba estará com vocês, mas em espírito”. O funeral de Zenani foi a última aparição pública de Mandela durante o desenrolar do campeonato.
A competição seguiu e, mesmo com a eliminação da seleção dos “Bafana”, sua presença na partida final era esperada. O Presidente da FIFA, Joseph Blatter declarou, em 8 de julho, que “Esperamos que ele possa aparecer, mas ninguém pode dizer se ele conseguirá ficar até o fim do jogo”; o neto Mandla, contudo, queixou-se publicamente da pressão que a entidade estava fazendo sobre a família para que Mandela lá estivesse: “Estamos sofrendo intensa pressão da Fifa pedindo que meu avô vá ao jogo. Mas a decisão é só dele. Depende de como ele acordar e de como se sentir pela manhã. Meu avô fará 92 anos na semana que vem, e o jogo acontecerá à noite. Eles querem que entregue o troféu ao campeão depois da partida, o que pode acontecer depois das 23 horas. Seria exigir muito dele”.
No começo da gélida noite de domingo da final da copa, às 19 horas e 13 minutos, o locutor anunciou a entrada de Mandela no gramado; ladeado pela esposa Graça Machel e sentados num carrinho elétrico, ele acenou para o público numa aparição que durou três minutos; contrariando a expectativa de Joseph Blatter de que ele deveria entregar a taça ao campeão, Mandela despediu-se do dirigente na entrada dos vestiários, com seu sorriso "inimitável".
Até fevereiro de 2012 esta havia sido a última aparição pública do líder.

### Internações em 2013, disputas familiares
Após ter sido internado por 18 dias em dezembro de 2012 com problemas pulmonares, Mandela retornou ao hospital, em Pretória, no dia 27 de março de 2013, com o mesmo problema, gerando grande ansiedade entre os sul-africanos, a tal ponto que o próprio presidente, Jacob Zuma, foi a público pedir calma à população. Uma constatação comum é de que seu legado de igualdade e fim da violência racial foi deturpado pelos sucessores na presidência, gerando corrupção no governo e aumento da violência urbana.
Em 2011 seu neto mais velho, Mandla, havia transferido para a aldeia natal do avô — Mvezo — os restos mortais de seu pai, Makgatho, e de dois tios (Thembekile e Makaziwe), sepultados originalmente na vila de Qunu, onde vive Mandela. Sua intenção era atrair turistas para lá, pois é líder tribal e tem ali seu local de morada. A ação foi contestada por dezessete membros da família que, entrando na justiça, obtiveram uma sentença que determinava o traslado dos corpos de volta a Qunu, decisão mantida em tribunais superiores em 3 de julho de 2013.
As disputas familiares se estendem à partilha da fortuna deixada por Mandela, avaliada em 15 milhões de dólares. A fim de evitar querelas, o líder familiar havia disposto que a administração de seus bens seria feita por fundos e empresas criadas para tal fim, mas duas das suas filhas — Zenani e Makaziwe — haviam secretamente alterado as disposições. Outros usos inadequados da imagem do patriarca foram feitos por seus parentes, desde marca de vinho até a participação em realities shows. Este quadro familiar levou o arcebispo Desmond Tutu a pedir o fim das disputas em comunicado divulgado em 5 de julho, onde exortava que “Sua dor, agora, é a dor da nação — e do mundo. Queremos abraçá-los e apoiá-los, para fazer nosso amor a Mandela brilhar através de vocês. Por favor, podemos não manchar seu nome?”.
Enquanto isto tudo vinha a público, Mandela jazia internado numa UTI em Pretória, desde 8 de junho de 2013, na sua terceira internação do ano, em razão do agravamento da infecção pulmonar, causando grande apreensão entre os sul-africanos. A 5 de julho viera a público que a família adicionara no tribunal de Mthatha (no processo contra seu neto, citado acima) um documento que atestava que o líder se encontrava em "estado vegetativo", datado de 26 de junho — o que foi desmentido pelo Presidente Zuma. Após uma visita, a pedido da esposa de Mandela, Graça Machel, seu amigo Denis Goldberg afirmou que ele respondera a estímulos, e que a família só desligaria os aparelhos que o mantinham respirando se efetivamente ocorresse falência dos órgãos.
Durante sua internação, o presidente dos Estados Unidos, Barack Obama, com sua mulher e filhas, realizou viagem à África do Sul. Uma visita a Mandela, mantido na UTI do hospital, foi descartada, mas estiveram com vários familiares. Em 30 de junho, Obama visitou a prisão da Ilha de Robben, onde prestou homenagem ao líder cujo exemplo, declarou, o incentivara nos anos 1970 a ingressar na política.

### Morte
No dia 5 de dezembro de 2013 o presidente sul-africano Jacob Zuma anunciou a morte do seu antecessor: "A nação perde seu maior líder", completando: "Ainda que soubéssemos que esse dia iria chegar, nada pode diminuir nosso sentimento de perda profunda"; declarando luto nacional e anunciando que o funeral deve ocorrer na capital, Joanesburgo, no sábado — dia 7 de dezembro, com as honras de Estado.
No anúncio presidencial, feito pela televisão, Zuma acentuou o papel de Mandela para seu país: "Ele está agora a descansar. Ele está agora em paz. A nossa nação perdeu o seu maior filho. O nosso povo perdeu um pai".
Na página oficial de Mandela, na rede social Facebook, foi colocada uma mensagem sua, de 1996, em várias línguas — inclusive o português, dizendo: "A morte é inevitável. Quando um homem fez o que considera seu dever para com seu povo e seu país, pode descansar em paz. Acredito ter feito esse esforço, e é por isso, então, que dormirei pela eternidade".
Como seu epitáfio, Mandela havia um dia declarado que gostaria de ter escrito somente: "Aqui jaz um homem que cumpriu o seu dever na Terra".

### Funeral

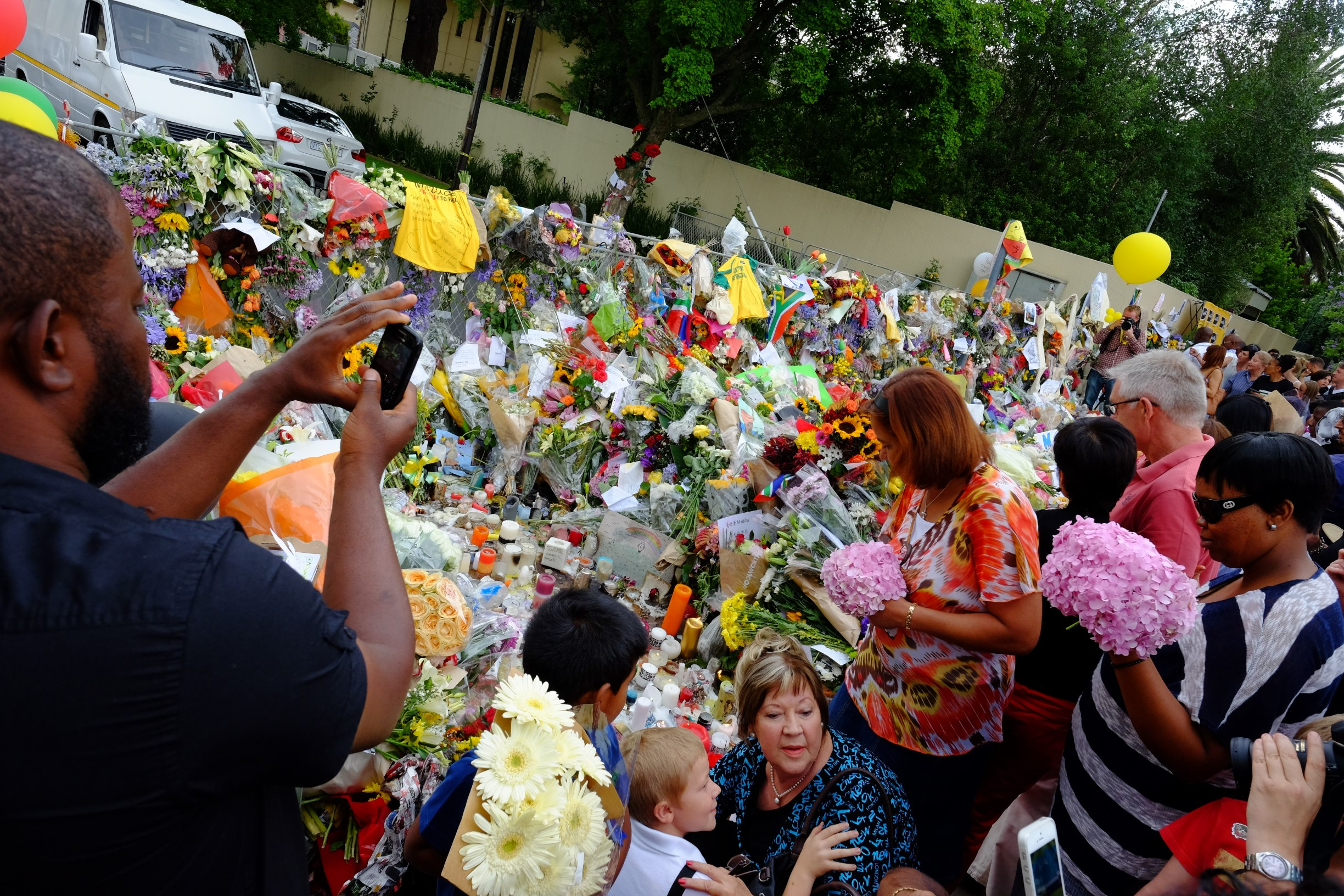
Multidão e homenagens diante da casa de Mandela, em Joanesburgo

Após o anúncio da morte do líder, uma multidão se aglomerou diante da porta de sua casa em Joanesburgo, bem como diante de sua antiga residência em Soweto. Já no dia 6 os bancos do país fecharam suas portas em sinal de luto, e o arcebispo emérito Desmond Tutu o homenageava em cerimônia religiosa.
De acordo com as tradições Xhosa, um membro masculino deve permanecer ao lado do corpo durante o funeral; este papel coube ao neto mais velho, Mandla Mandela.
A cerimônia religiosa foi efetuada no antigo Soccer City, celebrada no dia 10 de dezembro. Durante os pronunciamentos de chefes de Estado e autoridades visitantes, a exemplo do Presidente estadunidense Barack Obama e do Secretário-Geral da ONU, Ban Ki-moon, foi usado um falso intérprete da língua de sinais — fato este que causou constrangimento ao CNA e ao governo sul-africano também na segurança, pois o indivíduo apresentava um histórico criminal.
Nas despedidas a Mandela a presença de mais de noventa chefes-de-estado foi anunciada; além do atual presidente, os EUA levaram três outros ex-governantes (Bill Clinton, Jimmy Carter e George W. Bush); o mesmo ocorreu com o Brasil, onde a presidenta Dilma Rousseff fez-se acompanhar pelos ex-presidentes Lula, Fernando Henrique, Collor e Sarney; Portugal enviou seu presidente Aníbal Cavaco Silva e o ministro dos Negócios Estrangeiros; o Reino Unido enviou uma grande delegação e dois presidentes de França viajaram em aviões separados; além dos líderes, muitos famosos marcaram sua presença, como Bono Vox, Oprah Winfrey, Naomi Campbell e Bill Gates, entre outros.
Para o sepultamento no dia 15 de dezembro, em Qunu, foi armada uma tenda com capacidade para 4 500 pessoas, que incluíam familiares e líderes locais e mundiais; sua neta Nandi Mandela proferiu um discurso, onde lembrou a importância do avô para o país e o mundo.
A exclusão dos africâners nas cerimônias foi lamentada pelo arcebispo Tutu, contrariando o pensamento de inclusão e unidade do líder morto; para ele a cerimônia de estado teve excessivo protagonismo do partido governante, o CNA.

## Post-mortem
Após sua morte, documentos secretos revelados por Israel davam conta de que o serviço secreto daquele país — Mossad — teria fornecido treinamento paramilitar a Mandela, em 1962 na Etiópia; a revelação teria como objetivo minimizar o apoio que a África do Sul dá aos palestinos, uma vez que o país judeu apoiou durante muitos anos o regime segregacionista: durante um período da década de 1960 Israel simpatizara com os movimentos antiapartheid.
Ainda durante as cerimônias fúnebres sua família protagonizou vários episódios das disputas que haviam se iniciado mesmo antes de sua morte: o neto mais velho Mandela teria sido expulso da fazenda onde o avô fora inumado; a filha Makaziwe teria mudado as fechaduras da residência do pai, ao se instalar ali uma semana após sua morte; água e luz do lugar foram desligados mais tarde; o acesso à fazenda onde está sepultado é disputado com fervor por seus herdeiros. Na mesma semana sua morte o advogado e amigo íntimo de Mandela, George Bizos anunciara que o seu testamento, "um documento sagrado", seria aberto apenas no momento oportuno.

### Testamento
O patrimônio de Mandela, avaliado em 46 milhões de rands (quatro milhões de dólares ou três milhões de euros), a ser distribuído consoante seu testamento, foi revelado na segunda-feira 3 de fevereiro de 2014, através de uma leitura pública, sobre o qual havia expectativas de que viesse a gerar mais disputas familiares (cujo núcleo de filhos, netos e bisnetos integram 30 pessoas).
O testamento foi elaborado em 2004, havendo recebido dois aditamentos (em 2005 e 2008); em suas 40 páginas Mandela dividiu seus bens (exclusive os direitos autorais dos livros), e manifestou especial interesse nos valores que defendeu: a educação, a unidade do país e reconciliação, e o desejo de união familiar.
Segundo a legislação vigente na África do Sul, a viúva Graça Machel tem direito à metade dos bens do esposo, segundo informou Dikgang Moseneke, vice-chefe de Justiça; poderá abrir mão disto, contudo. Casada pelo regime de comunhão de bens, a ela ficaram todos os imóveis do casal em Moçambique (ela abrira mão de metade da fortuna que possuía, ao se casar com Mandela).
As disposições de última vontade do líder tiveram três executores, um dos quais o juiz Dikgang Moseneke, que declarou não ter havido qualquer contestação e que "o testamento foi bem executado e aceite, e devidamente registrado".
Três das propriedades do líder foram legadas à Fundação Nelson Rohlilla Mandela Family Trust, mesmo lugar de Joanesburgo onde foi lido o legado. Os parentes terão 90 dias para se pronunciarem a respeito de suas últimas vontades.
Para os descendentes diretos — seus filhos e alguns netos, foi destinada a quantia de trezentos mil dólares; os assessores diretos, como sua secretária Zelda La Grange, receberam por volta de 4 500 dólares; ao CNA Mandela destinou parte dos royalties sobre a venda de produtos com a sua imagem (a serem usados para a divulgação doutrinária, especialmente da política de reconciliação).
Os estabelecimentos educacionais onde Mandela estudou receberam 8 900 dólares cada, e outras instituições educativas também foram contempladas com valores a serem destinados a bolsas de estudo. Constituiu um fundo familiar comum, com fim de preservar a unidade dos descendentes — o mesmo valendo para a sua casa em Qunu, onde morreu.
Uma cópia resumida foi distribuída à imprensa, visando dar maior transparência, cujas páginas foram todas assinadas por Mandela.

## Homenagens

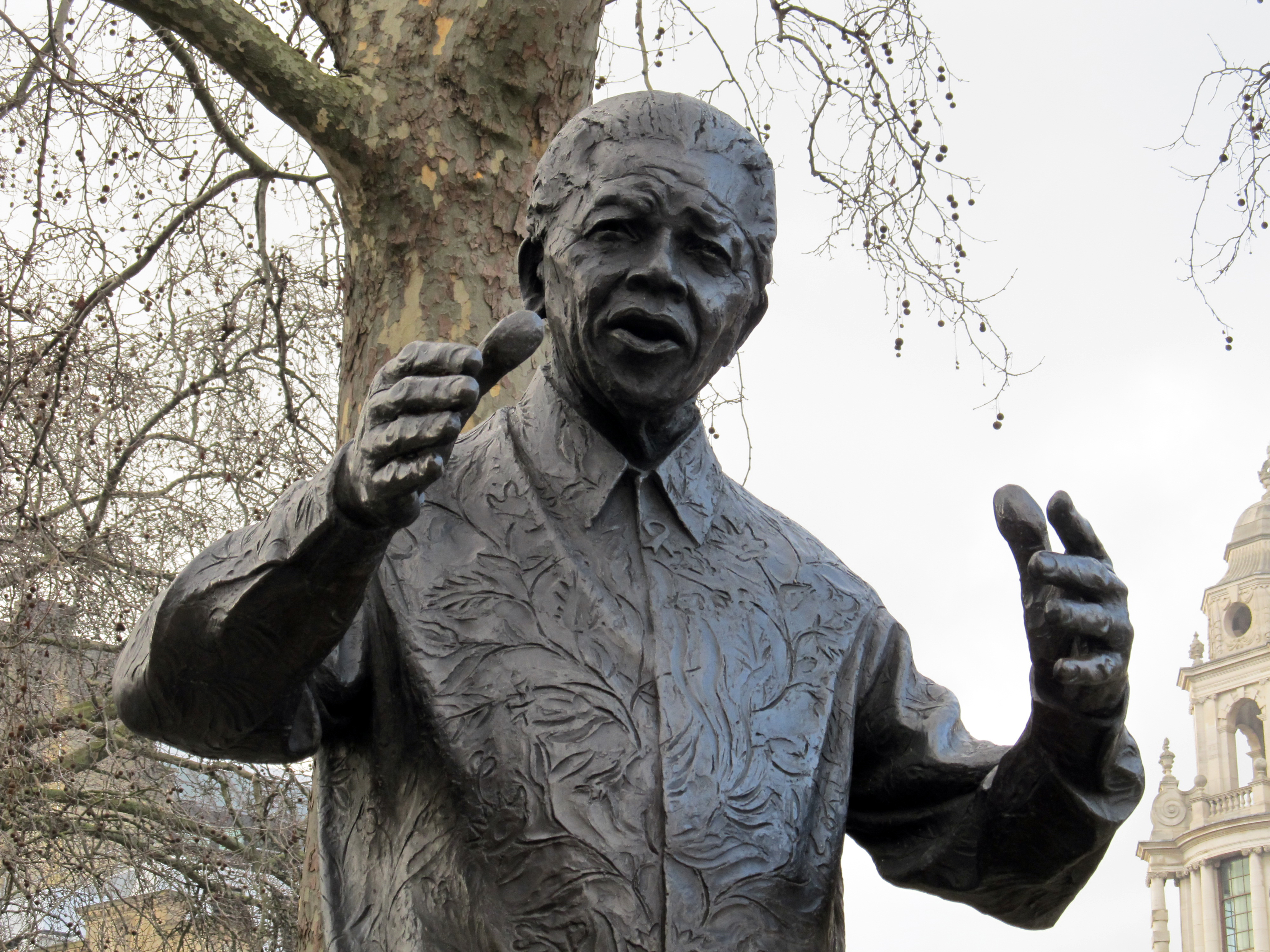
Estátua de Nelson Mandela em Londres.

Mandela é homenageado por todo o mundo, de diversas maneiras e em seguida estão listados alguns prêmios e condecorações, para além do Nobel da Paz.
A Índia concedeu-lhe sua mais alta condecoração, em 1990, com o prêmio Bharat Ratna. Em 1993 foi o primeiro agraciado com o Prêmio Fullbright, em reconhecimento ao seu papel no entendimento entre os povos, recebendo 50 mil dólares.
Sobre uma estátua sua, a ex-mulher Winnie declarou: "Eles puseram uma enorme estátua dele bem no meio de uma importante área branca de Joanesburgo. Não aqui [em Soweto] onde derramamos nosso sangue".

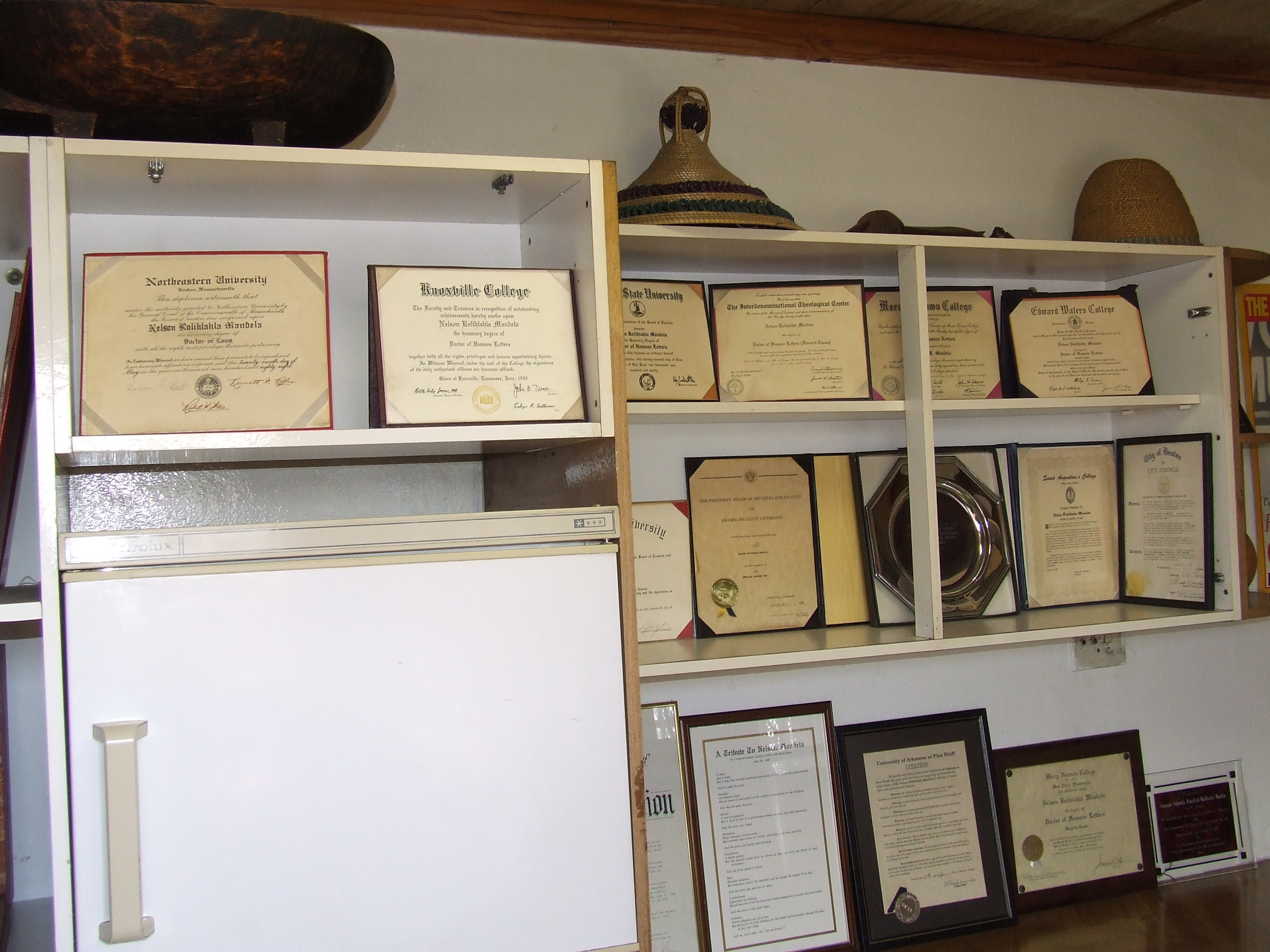
Algumas das honrarias recebidas por Mandela, expostas no museu de sua antiga casa, em Soweto

Outras formas de homenagem também se fizeram: a 9 de março de 1996 foi agraciado com o Grande-Colar da Ordem do Infante D. Henrique, uma ordem honorífica portuguesa; recebeu a Ordem de St. John, da rainha Isabel II, a Medalha presidencial da Liberdade de George W. Bush; em 2001 tornou-se cidadão honorário do Canadá e também um dos poucos líderes estrangeiros a receber a Ordem do Canadá.
Em 2003 deu apoio à campanha de arrecadação de fundos contra a AIDS chamada 46664 — número que lembra a sua matrícula prisional.
Em novembro de 2006 foi premiado pela Anistia Internacional com o prêmio Embaixador de Consciência em reconhecimento à liderança na luta pela proteção e promoção dos direitos humanos.
Em junho de 2008 foi realizado um grande show em Londres em homenagem aos seus 90 anos, onde participaram vários cantores mundialmente conhecidos.
Em fevereiro de 2012 o Banco Central da África do Sul anunciou, numa coletiva de imprensa capitaneada pelo presidente do país Jacob Zuma, e a diretora do Banco Gill Marcus, que a efígie de Mandela irá ilustrar todas as cédulas de Rand. Na data Zuma frisou: "Com este modesto gesto, queremos expressar nossa gratidão (…). Estas notas permitirão que nos recordemos do que conquistamos ao tentar alcançar uma sociedade mais próspera".

### Centenário em 2018
O governo sul-africano criou para comemorar o centenário de nascimento de seu maior líder um "Circuito Mandela", onde por meio de um aplicativo os visitantes são levados a conhecer cem localidades do país em que teve marcada sua história; dentre os atrativos está o Museu do Apartheid, em Joanesburgo ou a casa em que Mandela morou com Winnie, em Soweto.
O "Mandela Day" é lembrado em todo o mundo no dia 18 de julho, de forma que representa ser o legado de Nelson Mandela de toda a humanidade e não somente de seu país; num evento oficial em Joanesburgo o ex-presidente estadunidense Barack Obama fez um discurso a quinze mil pessoas; exposições em Londres e Buenos Aires, e atos em Nova Iorque e na sede da ONU, são exemplos de que sua influência transcende fronteiras e o meio político.

## Impacto cultural
A vida de Nelson Mandela ensejou a produção de inúmeros filmes, livros, documentários e músicas.

De quadrinhos a filmes, Mandela enseja uma farta produção cultural

### Filmes
Dentre os filmes que tratam diretamente de Nelson Mandela tem-se:
- Mandela: Son of Africa, Father of a Nation (Island Pictures, Joanesburgo, 1995[126]), documentário de Jonathan Demme nomeado ao Oscar.[127]
- Invictus, é um tributo a Mandela, feito por Clint Eastwood, em 2010; o ator Morgan Freeman interpreta-o, num elenco que também conta com Matt Damon, e fala do momento de união nacional proporcionado pela final da Copa do Mundo de Rugby Union de 1995.[128]
- Reconciliação: o Milagre de Mandela,[nota 13] documentário de 2010 de Michael Henry Wilson, que retrata a transição para o fim do apartheid.[129]
- Goodbye Bafana, obra do diretor dinamarquês Bille August, de 2007, conta a vida do carcereiro James Gregory que, por saber falar xhosa, fora encarregado pelo regime de espionar Mandela na prisão.[130]
- Terrorist Nelson Mandela, de Peter Kosminsky, procura retratar como se processou a mudança do jovem Mandela chefe do MK, para se tornar o líder que permitiu a transição pacífica na África do Sul.[131]
- Remember Mandela! (Villon Films, Vancouver, 1998)[126]
- Madiba: The Life and Times of Nelson Mandela (CBC, Canadá, 2004)[126]

### Músicas
Nelson Mandela inspirou diversas canções, dentre as quais:
- "Free Nelson Mandela", da banda inglesa The Special A.K.A., foi a primeira música lançada falando especificamente sobre o líder ainda preso; composta por Jarry Dammers, esta canção veio a se tornar um verdadeiro hino contra o apartheid,[132] foi lançada no álbum In The Studio de 1985 e inspirou os movimentos subsequentes para sua libertação.[133]
- "Mandela Day", da banda escocesa Simple Minds, a canção foi composta especialmente para o show The Nelson Mandela 70th Birthday Tribute, realizado em 1988 no Estádio de Wembley com o objetivo de protestar pela libertação do líder sul-africano; imediatamente tornou-se um símbolo daquela luta mundial e da época, tendo sido gravada no ano seguinte, e por diversas vezes até 2013, pelo grupo.[134]